# 이오시프 스탈린
이오시프 비사리오노비치 스탈린(러시아어: Ио́сиф Виссарио́нович Ста́лин 듣기 (도움말·정보), 조지아어: იოსებ სტალინი, 1878년 12월 18일 ~ 1953년 3월 5일)은 러시아의 정치가, 공산주의 혁명가, 노동운동가이자 소비에트 연방의 군인, 정치인, 작가, 시인, 언론인이다. 
스탈린은 1923년 4월 30일부터 1924년 1월 21일까지 소비에트 연방 레닌 시대의 제2인자 겸 실권자였으며 1924년 4월 3일부터 1953년 3월 5일까지는 소비에트 연방의 국가 원수로 군림했다. 1941년 5월 6일부터 1945년까지 소비에트 연방의 총리를 지내고 그해 재선되었으며, 1941년 7월 19일부터 1947년 3월 3일까지 소련의 국방부 장관을 겸하였다. 1945년 6월 27일부터 1953년 3월 5일까지는 소련군 대원수였다. 
러시아 제국의 지배를 받고 있던 조지아 출신으로, 본래는 정교회 성직자를 꿈꿔 신학교에 재학중이었으나 사회주의 혁명 사상에 감화되어 기독교 신앙을 포기하고 정치운동에 투신하였다. 이때 스탈린은 은행 강도, 납치, 방화 등을 통해서 블라디미르 레닌의 볼셰비키가 활동할 수 있는 자금을 조달하였고, 당 신문인 프라우다의 편집을 담당하기도 했다. 이후 여러차례 체포된 스탈린은 시베리아로 유배형을 당했으나 기적적으로 탈출해 성공하였고 1917년 10월 혁명을 통해 볼셰비키가 권력을 잡자 소련 공산당 중앙위원회 정치국에서 본격적으로 활동을 시작한다. 소련 건국 이후에 스탈린은 주요 볼셰비키 당원 가운데 한명이자 혁명의 참여자로서 높은 정치적 입지를 다졌다.
1924년 1월 24일, 소련의 국부였던 블라디미르 레닌이 사망하자 당내에서 권력 투쟁이 격화되었는데 스탈린도 여기에 참여한다. 스탈린은 우선 가장 위험한 정적이었던 레프 트로츠키를 니콜라이 부하린, 그리고리 지노비예프, 레프 카메네프 등과 연합하여 제거하였으며, 이후에는 필요가 없어진 이들을 차례차례 권력에서 몰아내어 정쟁에서 승리를 거두었다. 이에 따라 스탈린은 소련 공산당 서기장, 즉 소련의 국가 원수로서 군림하면서 막강한 권력을 휘두를 수 있게 되었다. 
권력장악 이후의 스탈린은 트로츠키의 국제사회주의과는 반대되는 일국사회주의를 주장하면서, 제1차 5개년 계획을 진두지휘하고 중앙집권적 계획 경제 아래서 농업 집산화와 급속한 산업화를 이루어냈다. 하지만 그로 인한 부작용도 만만치 않아서 1930년대에는 우크라이나와 같은 곡창지대에서조차 식량 생산에 문제가 생겨 수백만 명이 사망하는 대기근이 일어나기도 했다.
대외적으로 스탈린은 마르크스주의를 장려함과 동시에 코민테른을 통한 해외 사회주의 운동과 유럽 내의 반파시즘 운동을 지원했다. 제2차 세계 대전 이전인 1939년에는 나치 독일과의 독소 불가침 조약을 맺었다. 독일이 1941년 침공하여 발발한 독소전쟁 초기에는 제대로 된 군사정책을 발휘하지 못하여 수도인 모스크바까지 위협받았으나, 모스크바 공방전, 스탈린그라드 전투, 쿠르스크 전투를 계기로 전세를 역전시켜, 결국 나치 독일군의 항복과 함께 소련은 제2차 세계 대전의 승전국이 되었다. 
전쟁 도중 핀란드와 루마니아로부터 영토를 할양받고 발트 지역을 합병한 스탈린은 중앙 및 동유럽에 위성국을 설립하여 국제적으로 소련의 영향력을 한층 더 강화시켰다. 전후처리 과정에서 소련과 미국은 세계적인 초강대국으로 부상했고 곧 냉전으로 알려진 긴장의 시기로 접어들게 되었다. 이 시기에 스탈린은 전쟁으로 인해 피폐해진 국가의 재건사업에 힘을 기울임과 동시에 1949년에는 첫 소련 원자폭탄 실험을 주도함으로써 미국 다음으로 핵전력을 보유하는 데 성공했다. 
말년으로 갈수록 편집증적인 성격이 점점 심해졌던 스탈린은 반유대주의를 신봉하고 자신들의 측근마저 잘 믿지 않게 되었다. 또한 그는 의사들이 자신을 암살할 것이라는, 이른바 '의사들의 음모'에 사로잡혀 주치의들을 숙청하거나 잘 만나려하지 않게 되었다. 그러나 이게 화가 되어 1953년 스탈린은 뇌졸중으로 쓰러져 사망하게 된다. 스탈린은 생전에 철저하게 우상화당했으나 그의 사후에 집권한 니키타 흐루쇼프는 1956년부터 스탈린을 비판하면서 이른바 '스탈린 격하 운동'을 시작했다. 
20세기의 가장 중요한 인물 중 한명으로 잘 알려져 있는 이오시프 스탈린은 마르크스-레닌주의의 창시자이자 소련의 대표적인 인물이나 오늘날에 들어서는 평가가 엇갈리고 있다. 한쪽은 스탈린이 러시아 혁명과 소련 건국 당시의 사회주의 이념을 변질시켰을 뿐만 아니라 반대파들을 잔혹하게 숙청하고, 대량 학살과 인종 청소를 자행하며 무자비한 권력을 휘두른 독재자였다고 비판한다. 한편 다른 한쪽은 대공황의 어려움 속에서도 급속한 산업화와 경제 성장을 이루어내어 추후 소련이 제2차 세계 대전의 승전국이자 초강대국으로 올라서게 될 발판을 마련한 위대한 지도자라고 평가하기도 한다. 1991년 소련 붕괴 이전에는 스탈린 격하 운동의 영향도 있고 하여 전자의 주장이 조금 더 우세를 점하였으나, 소련 붕괴 이후로는 러시아를 비롯한 구소련권 국가들의 경제적 어려움과 정치적 혼란이 가중되면서 후자의 주장이 점점 더 힘을 얻고 있는 중이다(자세한 것은 스탈린의 평가 목록 참조).
집권 이전에는 '선생님'이라는 애칭이 있었으나, 집권기간 중 스탈린은 '국부', '세계 프롤레타리아의 빛', '인민의 친구', '마르크스-레닌주의의 창시자', '위대한 이론가', '위대한 지도자이자 선생님'로 불렸으며, 러시아 정교회로부터 공공연히 '러시아인의 아버지'로도 불렸다. 그의 수많은 가명 중 하나인 '스탈린'이라는 가명은 '강철의 사나이'를 뜻하며, 트빌리시 신학교 시절의 필명으로 쓰던 것이 굳어져서 본명으로 사용하게 되었다. 스탈린의 출생명은 조지아어로 이오세브 베사리오니스 제 주가슈빌리(조지아어: იოსებ ბესარიონის ძე ჯუღაშვილი, 러시아어: Ио́сиф Виссарио́нович Джугашви́ли 이오시프 비사리오노비치 주가시빌리[*])이며, 소소(조지아어: სოსო)는 그의 애칭이었다.

## 생애

### 어린 시절

#### 출생과 가정 배경
15살

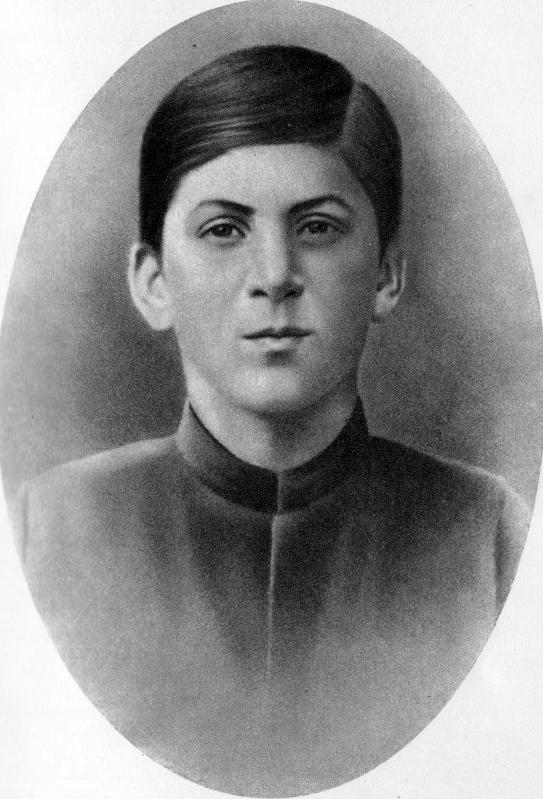
1894년의 어린 스탈린

스탈린은 1878년 12월 18일 당시 러시아 제국의 일부이던 조지아의 고리에서 구두 제화공과 신기료 장사를 하던 아버지 베사리온 주가슈빌리(조지아어: ბესარიონ ჯუღაშვილი)와 재봉사이던 어머니 에카테리네 겔라제(조지아어: ეკატერინე  გელაძე)의 셋째 아들로 태어났다. 스탈린 전기의 저자인 로버트 서비스에 따르면 1938년 소련에서 출판 된 스탈린 전기는 그의 생애를 1879년 12월 21일로 표기해 놓고 있으나, 그가 그루지야에 가서 지역 교구의 문서를 확인해 본 결과 그의 출생일은 1878년 12월 18일이었음이 확인되었다. 알콜중독자에 술주정꾼인 아버지 베사리온을 두었던 그는 어린 시절 무자비한 구타, 폭행을 겪으며 자랐다.
아버지 베사리온은 불같은 성격이었으며 경제적으로 무능력하였다. 베사리온은 구두 장사가 잘되지 않자 알콜중독에 걸려 계속 가족들에게 폭력을 휘둘렀다. 어머니 에카테리네는 아버지 베사리온에게 수시로 폭행당했는데 어머니가 아버지에게 두들겨 맞는 것을 보고 분개한 스탈린은 아버지에게 대들며 칼을 던졌다고 딸 스베틀라나에게 말한 적이 있다.이후 아버지의 보복을 두려워 겁을 먹었던 스탈린은 아버지의 화가 풀릴 때까지 이웃집에서 머물렀다.

#### 유년기
7살(1886)에 그는 천연두에 걸려 사경을 헤매기도 했으나 기적적으로 살아났다. 그러나 천연두를 손과 바늘로 짠 탓에 그의 얼굴은 곰보가 되었다. 후에 소련의 사진들은 스탈린의 천연두 자국을 모두 편집, 삭제하였다.
기억력이 좋고 영민했던 그는 독서와 역사에 관심이 많았다. 체력이 강했다 하나 약체에 발육부진이었다는 주장도 있다. 엄청난 의지력을 가졌던 그는 일찍부터 본심을 감추고 때를 기다리는 법을 터득했다. 또한 피의 복수를 하는 캅카스인의 전통대로 자기를 모욕한 자들에 대한 장기적인 복수를 꾀하는 데 있어 아무에게도 꺾이지 않을 집념을 키워 나갔다. 아버지를 경멸하고 증오했던 그는 주변의 친구들과도 원만하게 어울리지 못했다. 오직 독서만이 그의 외로움을 달래는 길이었는데, 독실한 러시아 정교회 신자였던 어머니는 아들이 성직자가 되기를 간절히 바랐다. 신앙심 깊고 영리한 스탈린은 어머니의 기대와 바람대로 10살(1889) 때 교회 소학교에 입학했다.

#### 학창 시절

##### 교회소학교 시절
스탈린은 일찍부터 어려운 환경에서 생활하였다. 1888년(9살) 그는 교회 소학교를 다니기 시작했는데, 구두공장에 취직한 아버지가 어린 스탈린을 강제로 구두공장에 취직시켜 돈을 벌게 하였다. 어머니는 지역 유지들을 찾아다니며 호소하여 구두 공장에 찾아가 아들을 되찾아왔다. 어머니의 기대와 노력 덕에 스탈린은 성직자 교육을 계속 받을 수 있었다.
당시 러시아 교회 학교들은 조지아 민족들에게 러시아인이 되는 교육을 강요하였다. 스탈린은 교육 과정과 수업 내용에 대해 강한 반발과 교사들, 제도에 대한 반항심을 갖게 되었다. 12살(1891)에 2마리의 말이 이끄는 마차에 치이는 교통사고를 당하였다. 병원에 입원하였으나, 이후 스탈린은 왼쪽 팔이 영구히 불구가 되었고, 청년기 때는 병역도 면제될 정도였다. 발육부진으로 키는 160cm를 약간 넘었다. 스탈린은 고리 시내에 있는 교회학교에서 러시아어를 배웠고 외부에서는 러시아어를 사용했다. 그의 러시아어는 약간 불완전하여 항상 후음성의 조지아어 액센트가 섞여 있었다고 한다. 그러나 집에서는 조지아어만을 사용하였다. 1894년(15살) 초 스탈린은 최고 성적으로 종교학교를 졸업하였다.

##### 티플리스 신학교 시절
1894년 15살에 그는 장학금을 받고 조지아의 트빌리시에 소재한 트빌리시 신학교에 입학하였다. 트빌리시 신학교는 조지아 정교회에서 운영하는 신학교였다. 트빌리시 신학교에서 스탈린은 성직자 교과목 외에 문학과 역사, 라틴어, 수학, 그리스어 등 폭넓은 교육을 받았고, 성적은 우수하였다. 트빌리시 신학교 1학년 재학 중 스탈린은 지역 신문에 시를 발표했는데, 그루지아 문인들과 지역 유지들을 감동시켜 격찬을 받았다. 그가 시에서 다룬 주제는 대지와 자연, 민족정신 등이었다.
신학교 2학년 이후 그는 조지아를 지배하고 있는 러시아에 반감을 가지고 민족주의적 성향을 강하게 드러내 러시아인을 만드는 교육을 강요하는 스승들과 마찰이 잦았다. 하지만 카를 마르크스, 플레하노프, 블라디미르 레닌 등의 공산주의 서적을 접하면서 종교와 민족보다는 마르크스주의를 중시하게 되었다. 동시에 제국주의와 종교적 질서에 대한 혁명을 꿈꾸게 되었다. 가정 환경이 어려웠음에도 재학 중 성적이 우수하여 장학금을 받았다.
신학교 성적은 좋은 편이었으나, 재학 중 그는 국제 공산주의의 최고 이론가인 카를 마르크스, 프리드리히 엥겔스 등이 쓴 저서와 다른 금서들을 비밀리에 탐독하다가 신학교에서 그는 불량 학생으로 낙인찍혔고 비밀 결사조직인 '메사메 다시(조지아어: მესამე დასი)'에 가담하기도 했다. 신학교 졸업 전 해인 1899년 말 스탈린은 기말고사 시험을 치지 않았다는 이유로 티플리스 신학교에서 퇴학당했다. 당시 신학교의 문서에는 그가 수업료를 낼 수 없어서 퇴학당한 것으로 기록되어 있다. 일설에는 그가 마르크스주의에서 세계를 다르게 해석하는 방식을 발견하여 미련 없이 성직자의 길을 포기하고 혁명가가 되었다는 주장도 있다. 혁명 활동을 하다가 퇴학 처분을 당하였으나, 아들을 끔찍하게 사랑했던 그의 어머니는 아들의 몸이 쇠약해져 중퇴한 것이라고 주장했다.
신앙심이 깊었던 그의 어머니는 아들이 사제가 되기를 바랐으나 혁명가가 되기로 결심한 그는 어머니의 뜻을 저버렸다. 신학교를 떠난 직후 스탈린은 레닌의 저작과 관련 서적들을 폭넓게 읽었고 마르크스주의 혁명가가 되기로 결심했다. 그리고 그 지역의 홍길동 같은 존재인 코바란 별명을 사용하면서 유명한 조폭이 되어 소도시들의 지하세계를 장악했다.

#### 노동활동과 혁명에 투신

20대 초반의 스탈린

1899년 12월 스탈린은 트빌리시 천문대에 채용되어 천문대 서기로 수개월간 근무했다. 트빌리시 천문대의 공무원은 그가 정치 이외의 분야에서 월급을 받고 일한 유일한 직업이라 한다. 그가 육체 노동은 전혀 한 적이 없다는 주장도 있다. 조지아의 유대인 재벌인 로스차일드 일가가 소유한 정유공장에서 아르바이트를 하기도 했다. 1900년(21세) 지하 정치운동에 가담하고, 지하단체에 가입하여 활동했다. 1900년부터 노동운동가로 활동하며 그는 캅카스 지방의 주요 공단 지대에서 노동자의 시위와 파업을 선동했으며, 탁월한 언변으로 노동자들을 시위에 앞세웠다. 하지만 스탈린 자신이 직접 나서기보다는 노동자들을 시위에 앞세워 경찰과 유혈 충돌을 벌이게 하는 데 지나치게 열성을 보이면서 동료 공산주의 혁명가들로부터 반감을 사기도 했다. 그는 인간을 도구로 이용하려 든다는 비판을 받았지만 제국 정부의 탄압으로 이러한 비난은 조직 내부의 단결을 저해한다는 논리로 대응한다.

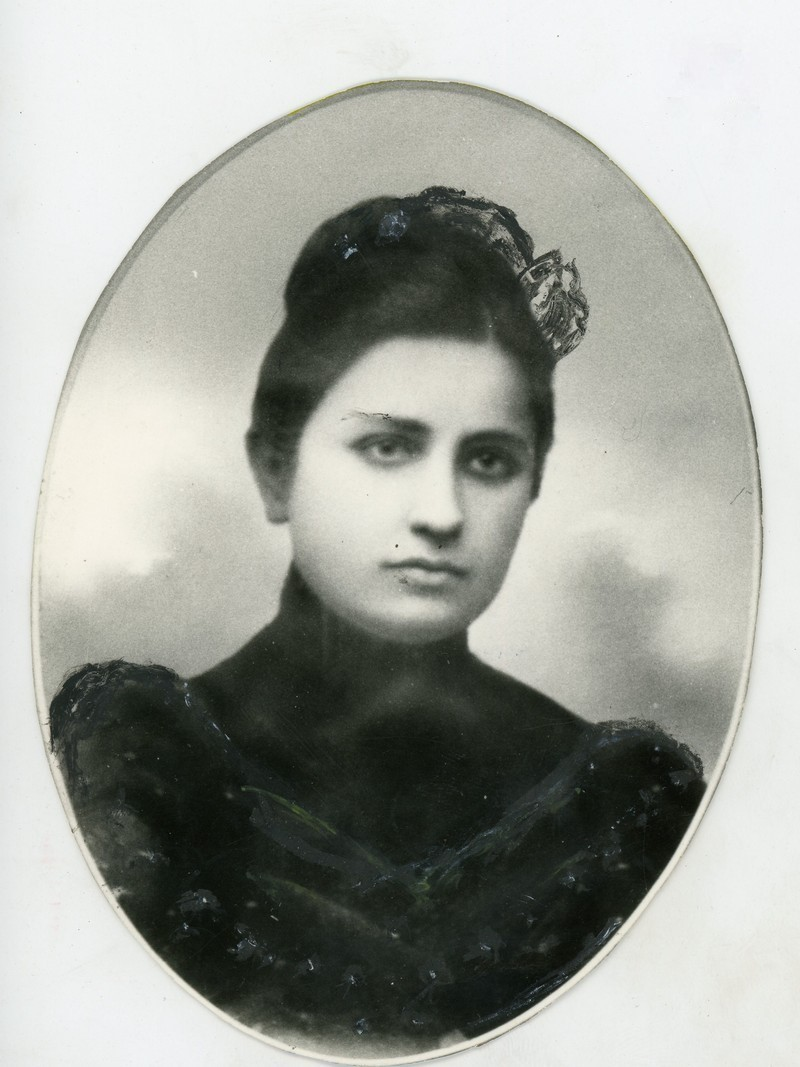
첫 부인 에카테리네 스바니제
(그녀가 당국의 극심한 탄압과 가난 속에 최후를 맞이하면서 스탈린은 한층 냉혹하게 변한다.)

이후 스탈린은 마르크스주의 혁명당인 러시아 사회민주당에 입당하였고, 그가 존경하고 탐독하던 블라디미르 레닌을 만났다. 1903년 러시아 사회민주당이 멘셰비키파와 볼셰비키파로 분당하게 되자, 스탈린은 보다 혁명운동에 보다 적극적이고 공격적이었던 볼셰비키에 가담했다. 이후 러시아 제국의 비밀경찰의 요주의 인물이 되었다.
1902년 4월(23세)부터 1903년 3월(24세)까지 스탈린은 혁명 활동을 하다가 7번 체포되어 투옥과 추방을 되풀이했다. 1902년에서 1903년 무렵 연인 에카테리네 스바니제(조지아어: ეკატერინე სვანიძე)를 만났는데, 스바니제는 러시아 육군 군복제조사 미싱공으로 일하였다. 시짓기와 작문 재주가 탁월했던 스탈린은 연인에게 잘 보이려고 노래를 부르고 시도 읊었다고 한다. 1903년 레닌이 이끌던 볼셰비키당에 정식으로 입당했고, 곧 차르의 비밀경찰의 추격을 받았다.

### 혁명활동

#### 볼셰비키 지도자
1903년말 스탈린은 캅카스 지역 볼셰비키의 주요 인물이 되었으며, 전업혁명가로서 여러 비합법적인 혁명활동을 시작하였다. 이런 활동에는 파업 선동, 정부 비판, 사회 부조리 지적, 민병 조직, 민중 선동뿐 아니라 자금확보를 위한 은행강도, 반대파 요인 암살, 테러, 몸값 납치 같은 일도 포함되어 있었다. 1905년 핀란드 탐페레에서 열린 러시아 사회민주당의 정책 결정 회의에 참석하였고, 이후 러시아 사회민주당의 정책 결정 회의에는 한번도 빠지지 않고 꾸준히 참석했지만 회의에서 강한 인상을 남기지는 못했다. 그러나 1905년 무렵 스탈린은 조지아 볼셰비키의 지도자가 되었다. 조지아 볼셰비키의 지도자가 된 그는 열정적으로 글을 쓰고, 논쟁하고, 각종 시민사회 단체들을 조직하였다.
1905년 그는 동료에게 은신처를 알아봐 달라고 부탁했고 거기에서 첫사랑 에카테리네 스바니제(애칭은 카토)를 다시 만났다. 1906년 스톡홀름 회의에 참석했다.
스바니제와의 꾸준한 교제 결과 스바니제의 마음을 움직여 1906년 7월 스탈린은 스바니제와 결혼하였고, 후에 아들 야코프를 얻었다. 신혼여행도 없고 미래도 불투명했지만 마냥 행복했다. 스탈린의 한 혁명 동료는 신혼 초기의 스탈린에 대해 “혁명에만 몰두하던 그가 아내에게만은 부드럽고 세심하다는 사실에 놀라곤 했다”고 회고했다. 그러나 가난과 외로움으로 고생했던 예카테리나는 결국 병이 들어 사망했다. 아내 카토가 고생하며 늘 그가 경찰에 붙잡히지 않기만 기도한 것을 전해들은 그는 크게 상심하였다. 그는 "첫 아내의 죽음 이후로 나는 모든 인간성을 버렸다."란 말을 하기도 했다.
그리고 곧 1907년 스탈린은 런던에서 열린 러시아 사회민주당의 정책 결정 회의에 참석했다.

#### 조직 확장 노력
그는 볼셰비키 조직 확장을 위해 필사적으로 노력했다. 이른 새벽부터 자정까지 인쇄물과 홍보 팜플렛을 다량으로 인쇄하여 도심에 뿌리고, 각지를 다니며 홍보와 연설, 강연 등을 통해 볼셰비키가 민중을 구제하기 위한 집단임을 선전했다. 이는 비가 오거나, 대량 폭설로 교통이 막히는 것에 아랑곳하지 않고 러시아 각지를 순행하는 것으로 열성을 드러냈다. 그러나 선전, 홍보 등으로 인력과 조직을 끌어모으는 데에는 한계가 있었다.
1907년 6월 25일(음력으로는 6월 12일) 스탈린은 러시아 사회민주당의 운영자금을 '조달'하기 위하여 티플리스 시내에서 대규모의 수송방해작전을 획책 하는 데 기여했다. 은행 강탈은 성공하여 대량의 현금을 확보했고, 며칠 뒤 가족을 이끌고 아제르바이잔 바쿠로 피신했다.

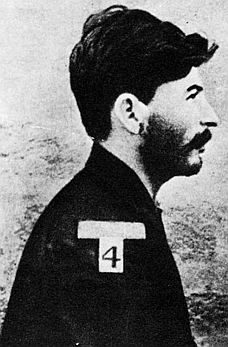
체포 후 교도소에서 촬영한 사진
(그러나 그는 기적적으로 여러 번 탈출에 성공한다.)

1903년부터 그가 시베리아로 망명하던 1913년까지 스탈린은 볼셰비키 세력 확장을 위해 노력했다. 전국에 지하당을 조직하고 당의 재정문제를 해결하기 위해 대담한 강도 행각도 서슴지 않았다. 계속 성공에 성공을 거듭한 스탈린의 은행강도 행각은 농촌과 중소 도시 은행에서 상트페테르부르크 등의 대도심의 대형 은행과 현금 수송 차량까지도 성공적으로 탈취하게 된다.
이 과정에서 스탈린은 여러 번 체포되었는데, 그때마다 탈출에 성공해 전제 러시아의 비밀경찰이 아닌가 하는 의혹을 사기도 했다. 호송 차량에서 뛰어내려 도망치기도 했고, 경찰과 격투를 벌여 때려눕히고 도주하기도 했다. 스탈린의 현상금을 내걸은 포스터가 걸리기도 했지만 역시 그는 체포되지 않고 각처를 은신해 다녔다.

#### 첫 아내와 사별, 성격의 변화
첫 아내 스바니제와의 비극적인 사별은 스탈린의 냉혹하고 난폭한 성격을 한층 더 강화시켰으리라 추정된다. 그러나 사회민주당이 정치 자금 확보를 위한 은행 강도를 금지하자, 스탈린은 이에 항의하여 잠시 사임하였다. 이후 현금수송차에 대한 대규모 강탈을 지휘하였는데, 이때 40여명의 사망자가 나왔다. 스탈린은 다시 바쿠로 도피했는데, 여기서 1908년 12월 부인 스바니제가 발진티푸스에 걸려 사망하였다.
냉혹한 혁명가가 되기 전 그는 매력적이고 유머 감각이 뛰어난 청년이었다. 에카테리네 스바니제에게 잘 보이려 아름다운 목소리로 노래를 불렀고 시도 읊었다. 바보 연기로 주변을 웃기기도 했다.
결혼한 지 16개월 만에 아내 스바니제가 트빌리시에서 발진티푸스로 숨지고 말았다. 아내가 위독하다는 소식을 듣고 스탈린은 급히 아내에게 달려왔지만 며칠 지나지 않아 숨을 거뒀다. 스탈린은 아내의 눈을 감겨준 뒤 끌어안고 오열하다가 결국 실신했다. 그는 직접 관을 준비해 아내의 장례를 치렀다. 어머니 겔라제의 일기에는 스탈린은 아내의 장례식이 있던 날 그 자리에서 오열하다 실신했다고 한다. 첫 아내인 스바니제의 비극적인 죽음은 스탈린의 냉혹한 성격을 더욱 강화시켰다. 스탈린은 술에 취하면 곧잘 병중인 스바니제를 돌보지 못했다는 자책감과 아내의 임종을 지키지 못한 것에 대한 회한을 동료들에게 곧잘 털어놓기도 했다. 그녀가 죽자 스탈린은 심히 오열했는데 어머니 겔라제 역시 그가 그렇게 슬퍼하는 것은 처음이었다는 내용을 자신의 일기에 기록해두기도 했다.
스바니제가 남긴 유일한 혈육인 야코프는 1920년대 말 자살을 시도하다 실패했는데, 스탈린은 그를 약골이라고 부르면서 경멸하였다. 스바니제를 잃고, 바쿠에서 체류하며 스탈린은 아제르바이잔인과 페르시아인 무슬림, 수백명의 흑인들까지 포섭, 게릴라 단체를 조직하여 파르티잔 운동을 시작했고, 노동자 파업과 각종 집회, 선전 선동을 기획하였으며 많은 수의 러시아 차르의 지지자들을 살해하는 등 파르티잔 활동에 열정적으로 참여하였다. 또한 몸값 납치, 강도, '보호료' 뜯기, 위조 화폐 제작 등의 범죄적인 활동으로 자금을 확보하였다.

#### 체포와 피신, 언론 활동

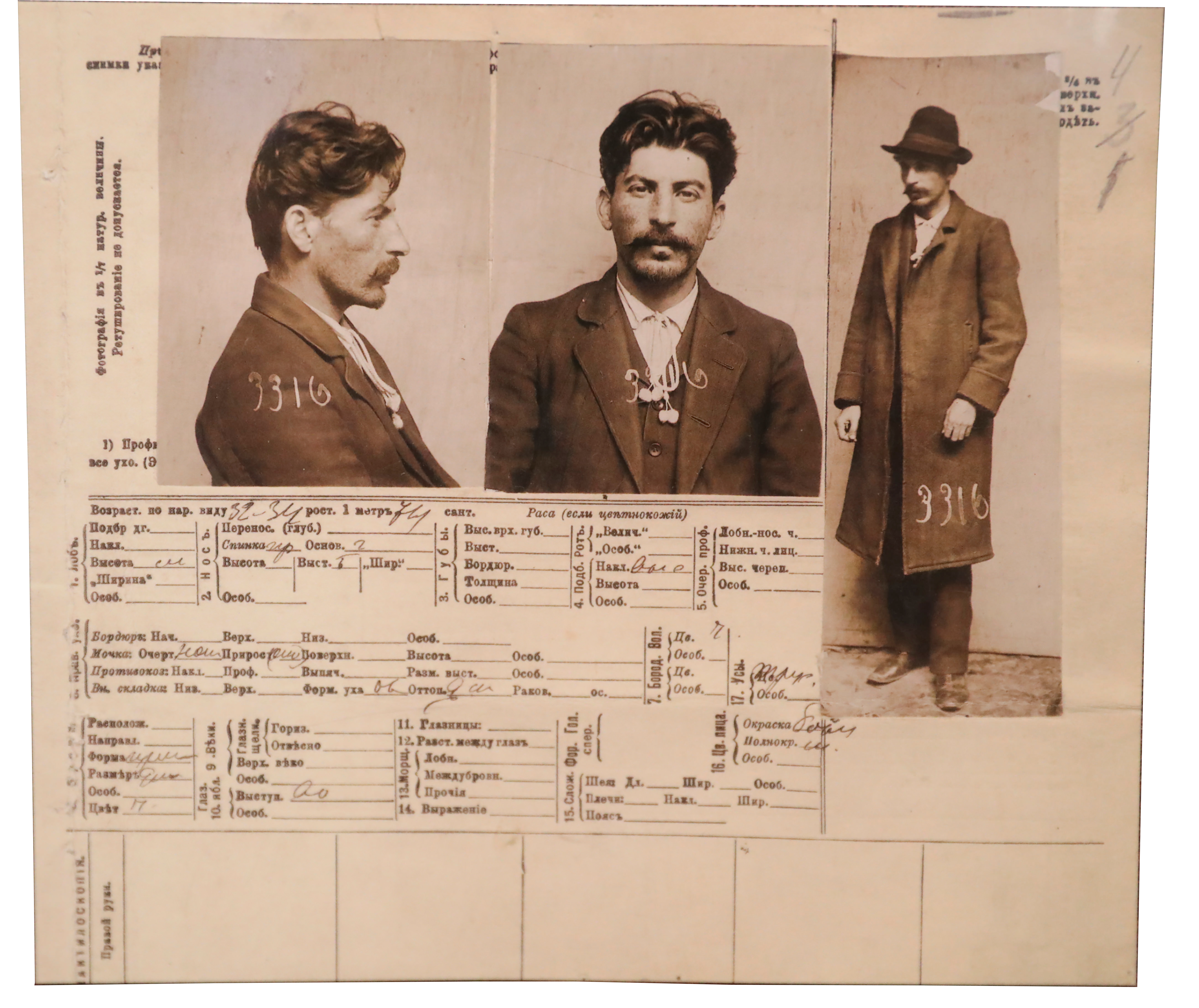
1911년 스탈린.

스탈린은 결국 경찰에 체포되어 시베리아에 7번이나 추방되지만 마지막 세 번을 제외하면 그때마다 탈출하였다. 그러나 그가 받은 형량 선고가 가벼운 데다가 번번이 쉽게 은신하고 도피했기 때문에, 동료 공산주의혁명가들로부터 '제국경찰의 보수를 받는 프락치'가 아니냐는 의심을 받기도 했다. 1912년 2월 당시 러시아 국외에 체류중이던 레닌이 멘셰비키파와 최종적으로 결별한 볼셰비키당을 조직하면서, 제1차 중앙위원회에 그를 신입 위원으로 선출하였다. 볼셰비키당 중앙위원회 위원으로 선출되면서 그는 볼셰비키당 내에서 주목받게 되었다.
1912년 4월 스탈린은 풀려나서 상트페테르부르크에 와서 잡지 프라우다를 창간하였다. 평소 과묵하고 그다지 말주변이 없는 스탈린은 당의 공식 신문인 프라우다의 초대 편집장이 되었다. 이때부터 '강철의 인간'이라는 뜻인 "스탈린" {스탈(стал)은 러시아어로 강철을 뜻한다. 쿠르스크 전투에서의 반격 암호로 쓰이기도 했다.}이라는 가명을 본격적으로 사용하기 시작했고, 이 이름으로 당의 출판물에 기고하고, 언론 활동을 하였다.
그러나 제국 경찰의 체포령이 떨어졌을 때 기민한 피신과 체포 뒤에도 성공적으로 탈출하는 것에 대한 당내 첩자 의혹, 제국 비밀경찰 의혹은 계속되었다. 하지만 이런 의혹 속에서도 레닌은 1912년 스탈린을 볼셰비키 중앙위원회에서 활동하도록 승격시켰다. 레닌의 전폭적인 지지와 후원의 후광 덕에 스탈린에 대한 각종 의혹은 해소되거나 서서히 묻혀져갔다. 그러나 뒤에 레닌은 임종 직전 자신의 스탈린 후원을 크게 후회하였다 한다.
스탈린은 프라우다를 간행하면서 각종 학술 용어 보다는 지역과 하층민들이 두루 읽을 수 있도록 비전문 용어와 지역지부에서 간행되는 신문에는 지역 방언의 활용 등을 시도한다. 그리고 그의 마케팅 효과는 성공을 거두어 프라우다의 구독, 배달은 타타르와 중앙아시아까지 확장된다. 제1차 세계대전이 발발하자 스탈린은 징병대상자가 되지만, 12세 때 당한 교통사고로 인한 왼쪽 팔의 장애 때문에 병역 면제되었다.

### 정치 활동

#### 망명과 귀국

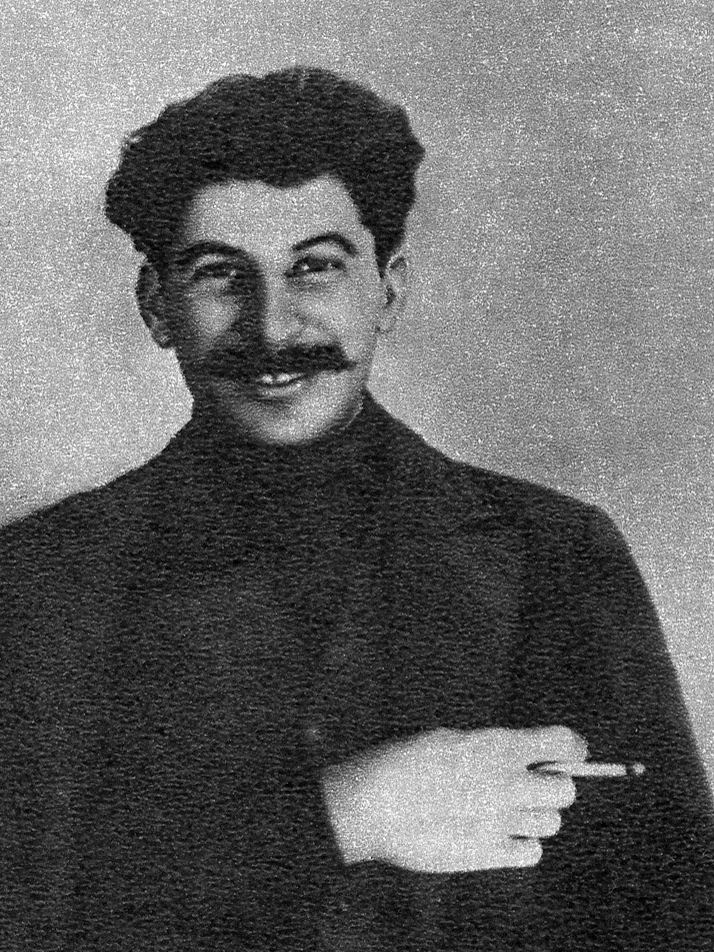
이오시프 스탈린(1915년 무렵)

1913년 스탈린은 시베리아로 망명하였으며, 이후 각지를 전전했다. 이 기간 중 그는 황실과 귀족에 대한 적개심과 원한을 키워나갔다.
1917년 3월 니콜라이 2세가 제위에서 퇴위된 후에야 러시아로 돌아올 수 있었다. 1917년 2월 혁명이 벌어져 제정이 무너지고 케렌스키의 임시정부가 출범하였다. 당시 스탈린은 차르 니콜라이 2세를 비롯한 황제의 가족은 물론 황족들을 사형에 처해야 된다고 주장하였다. 차르와 그 가족의 처형에는 일부 공감하였으나, 귀족과 황족까지 처형하는 것을 놓고는 케렌스키의 임시정부, 그리고 볼셰비키에서 조차 그의 주장을 받아들이기를 망설이며 주저하였다.
3월 초 스탈린은 처음에는 케렌스키 임시정부를 지지하는 입장에서 이를 반대하는 뱌체슬라프 몰로토프와 알렉산드르 실랴프니코프를 프라우다의 편집에서 추방하였다. 그러나 곧 4월의 당 회의에서 레닌의 견해를 듣고 그의 '4월 테제'를 재빨리 지지하였고, 입장을 바꾸어 임시정부를 전복해야 한다고 주장하였다.
그는 볼셰비키 당원 중 앞장서서 혁명으로서 임시정부를 접수하고 공산주의 정부를 세우자고 주장하였으나, 블라디미르 레닌은 아직 때가 아니라며 서서히 장악하자며 만류하였다.

#### 10월 혁명과 공산주의 국가 수립
1917년 4월에 스탈린은 볼셰비키 중앙위원회의 위원으로 선출되었다. 이때 임시정부에 의해 체포령이 내린 레닌이 해외로 도피하는 것을 돕기도 하고, 유혈극을 피하기 위해 반란을 일으켰다 포위된 볼셰비키 당원들에게 항복할 것을 명령하기도 했다. 레닌은 핀란드로 피신시키고 스탈린은 혁명의 혼란기에 일시적으로 숨어 있었다. 1917년 3월 25일 시베리아에서 페트로그라드로 온 스탈린은 프라우다의 편집 책임을 다시 맡았다.
스탈린은 레닌이 없는 볼셰비키 당을 지도하면서 위태로운 순간을 넘겼으며, 불안정한 권력을 승계한 중산층 자유주의자들의 임시정부에 볼셰비키가 협조할 것을 주장했다. 그러나 레닌의 영향을 받아 스탈린은 임시정부에 대한 협조적 의사를 번복, 볼셰비키당이 무력으로 권력을 장악해야 한다는 보다 호전적인 생각으로 정책을 전환했다. 한편 스탈린은 제정의 압력을 피해 핀란드에 출국중이었던 레닌의 귀환을 적극적으로 추진하여 결국 돌아오게 하였다.
한편 10월 임시정부는 독일군이 상트페테르부르크를 위협하자 체포되었던 볼셰비키 당원을 석방시켜 방위전에 참가시키려고 하였다. 볼셰비키는 이를 이용하여 임시정부를 전복할 혁명을 꾸몄다. 레닌, 레프 트로츠키, 스탈린을 비롯한 볼셰비키 중앙위원회는 스모르니 학원에서 열린 회의에서 이를 가결하였고 11월 7일(율리우스력으로는 10월 25일) 케렌스키가 전선을 방문한 틈을 이용하여 실행에 옮겼다.(10월 혁명) 이는 별다른 희생 없이 성공했고, 11월 8일 임시정부 각료들은 모두 체포되었다.
1917년 11월 당시, 11월 혁명이 일어났을 때 스탈린은 열성적으로 참여하여 활동했지만, 레프 트로츠키의 역할만큼 눈에 띄지 못했다. 트로츠키는 이후 그의 최대 라이벌로 성장했다.

#### 내전 기간 중(1917-1919)
혁명으로 볼셰비키가 집권한 직후, 스탈린은 인민위원회 내무인민위원(내무부 장관)에 임명되었다. 1917년 인민위원회 인종문제담당 인민위원(인종문제담당 장관)을 겸임하였다. 곧 볼셰비키에 반대하는 세력(하얀 군대)이 일어나 러시아 내전이 개시되었다. 레닌은 5명으로 구성된 볼셰비키당 정치국을 신설하였으며, 여기에는 스탈린과 트로츠키가 포함되어 있었다. 레닌은 스탈린을 볼가 강변의 차리친 시의 수비를 위해 보냈고, 1918년 5월 차리친에 도착했다. 스탈린은 붉은 군대의 유력 지휘관이었던 클리멘트 보로실로프와 세묜 부됸니와 친구가 되어 군사적으로 영향력을 행사하기 시작했다.
스탈린은 당시 국방인민위원을 맡아 붉은 군대를 총지휘하고 있던 트로츠키의 정책에 자주 반대했다. 내전 중 스탈린을 포함한 붉은 군대 지도자들은 승리를 위해 잔인한 수단도 마다하지 않았다. 그래서 소작농을 협박하여 식량을 강탈하는가 하면 식량징발에 반발하는 마을을 불태우도록 했고, 서부 전선에서의 대량 탈영을 막기 위해 탈영자들을 공개처형할 것을 명령하기도 했다.
1919년 스탈린은 국가정보통제담당 인민위원(보안담당 장관)에 임명되어, 인종 문제 담당 인민위원과 국가 정보 통제 담당 인민위원을 겸임하였다. 그해 스탈린은 옛 공산당 동료의 딸인 나데즈다 알릴루예바(러시아어: Наде́жда Серге́евна Аллилу́ева, Nadezhda Alliluyeva)와 재혼했다. 시를 짓는 재주가 있던 그는 평소 냉정한 합리주의자였으나 나데즈다 알릴루예바와 연애하면서 갑자기 낭만주의자, 낙천주의자로 변신하여 동료들을 어리둥절하게 했는데, 스탈린은 크렘린에 있는 작은 아파트에 신혼살림을 차렸다.

#### 소련-폴란드 전쟁(1920-1921)
소련 내전이 마무리될 무렵, 볼세비키는 당시 러시아 제국에서 독립한 폴란드와 전쟁을 벌이게 되었다.(폴란드-소비에트 연방 전쟁) 스탈린은 남부 전선의 사령관으로서 폴란드의 도시인 리보프를 향한 공세를 명령했다. 그러나 이와는 달리 레닌과 트로츠키는 더 북쪽에 있는 바르샤바를 공격하려고 하였다.
트로츠키는 바르샤바 전투에서 폴란드 지휘관 브와디스와프 시코르스키의 군대와 교전했다. 그러나 리보프에 있던 스탈린은 트로츠키를 지원하는 것을 거부했다. 결과적으로 트로츠키와 스탈린 모두 후퇴하여 리보프와 바르샤바는 모두 점령하지 못했고, 스탈린은 비판에 직면하였다. 스탈린은 1920년 8월 모스크바로 돌아와 자신을 변호하고 군사지휘를 사임하였다. 9월 22일 제9차 당대회에서 트로츠키는 공개적으로 스탈린을 비판하였다. 1923년 인종문제담당 인민위원직과 국가통제인민위원직을 사퇴했다.
후에 스탈린은 1920년의 실패를 가져온 이들에게 철저히 복수했다. 그리하여 후에 자신을 비판한 트로츠키를 암살하고 1939년 나치와의 협정을 통한 폴란드 침공으로 르보프를 소련영토로 만들고 그때 포로로 잡은 폴란드 군 장교들을 대규모로 처형하였다.(카틴 숲의 학살). 후에 연합국의 수뇌부가 모인 얄타 회담에서도 리보프는 전후에도 반드시 소련영토가 되어야 한다고 주장하였다. 전위대를 잘 조직했던 그는 트로츠키와 그리고리 지노비예프 등 사적인 조직 업무에 관심이 없는 라이벌들의 헛점을 공격하며 당내 입지를 굳혀 나갔다.
1921년부터 소련의 국가 원수인 레닌이 병석에 누워서 통치권을 행사할 수 없었다. 스탈린은 정책을 추진하면서 병든 레닌의 의사를 무시하고 능멸하였다. 레닌은 죽기 1년 전 스탈린을 서기장직에서 해임할 것을 요구하는 내용의 '유언'을 썼는데, 이는 레닌 사망 직후와 스탈린 자신의 사망 직후에 스탈린을 비판하기 위한 자료로 널리 선전되었다.

#### 집권 기간

##### 소련 공산당 서기장

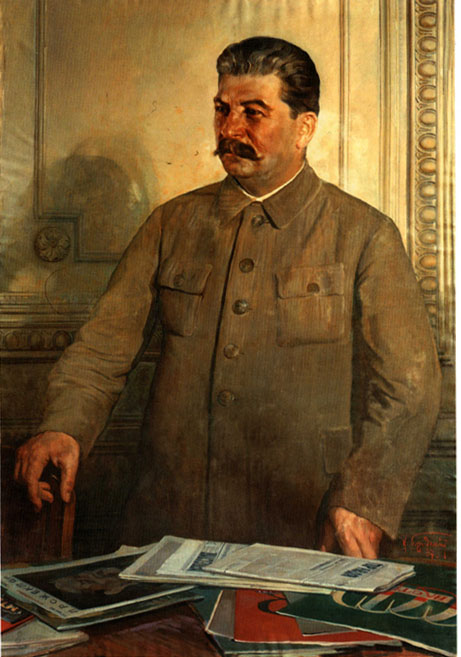
스탈린 초상화(1937년작)

스탈린의 폭력적 정치수단, 지나친 러시아주의 그리고 관료주의적 성향은 스승인 레닌에 의해 비판받기도 하였다. 레닌은 특히 그의 유명한 유언장에서 "스탈린에 최고 지도자 자리를 주지 말라."고 할 정도로 후계자로 지명하지 않았으나, 1924년에 이르러 이미 거의 모든 내부 정치 조직체는 스탈린의 지배권하에 들어갔다. '레닌의 유언'문서는 레닌이 친필로 직접 작성한 것이라 스탈린의 당내 지위에 치명적인 영향을 미칠 수 있었지만, 스탈린은 용의주도함 때문에 레닌의 유언을 은폐하고 그가 살아 있는 동안 평가절하시킬 수 있었다. 1920년대 말에 스탈린은 레닌 이후 소련 공산당의 두뇌로써, 국제 공산주의 혁명을 주장하던 레온 트로츠키와의 권력투쟁에서 승리했다.
1924년 1월 21일 레닌이 죽은 후 스탈린은 그를 성대한 장례식을 치른 뒤 준(準)비잔틴식으로 우상화했다. 레닌주의의 대제사장이 된 스탈린은 경쟁자들을 축출한 후 최고권력자로서의 입지를 굳혔고, 자신의 우상화도 함께 추진했다. 1925년 차리친 시를 스탈린그라드(지금의 볼고그라드)로 개명하였다.
경쟁자 이전에 견해가 달랐던 트로츠키와는 수시로 충돌했는데, 국적과 국경을 초월한 국제 노동자, 무산자 연대를 통해 전 세계의 공산주의화를 이룩해야 공산주의를 유지할 수 있다는 트로츠키의 '영구혁명론'에 맞서 그는 소련 단독으로도 공산주의 국가를 건설할 수 있고, 한 국가를 공산주의화 시킨다는 일국공산주의론을 확립했다.(스탈린주의 참조) 권력투쟁 과정에서 스탈린의 용의주도함과 치밀함을 간파하지 못한 트로츠키는 망명하였다.
한편 이론가 빅토르 세르주는 강화되어 가는 스탈린의 독재를 비난했다. 빅토르 세르주는 스탈린주의자들로부터 트로츠키파로 분류되기도 했다. 1928년 강화돼가는 스탈린의 독재를 비판한 이론가 빅토르 세르주를 공산당에서 출당하고 5년 뒤에는 투옥시켰다.

##### 집권과 군부 장악

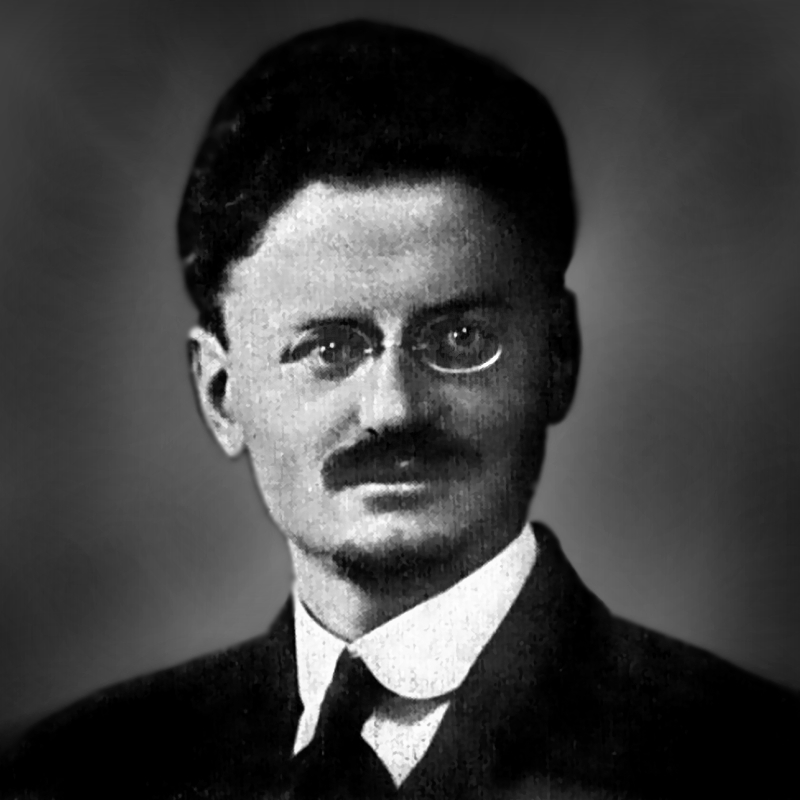
동지이자 경쟁자인 레프 트로츠키
(그러나 1921년 이후 그의 정적이자 라이벌로 변한다.)

집권 직후 스탈린이 집단화와 산업화, 중공업을 통한 경제발전을 선언하자 소비에트 연방 사회 일각에서 반발이 일어났다. 우파 자본주의 세력은 레닌의 죽음으로 혼란해진 틈을 타 공산주의 정권을 타도할 계획을 세운다. 정보원들을 통해 자본주의 세력의 움직임을 간파한 그는 우파 인사들의 집회장소를 급습하여 체포, 숙청한다. 또한 1924년부터 레닌의 유지 계승, 트로츠키파 지지자에 의한 스탈린 암살 비밀조직들이 비밀리에 조직됐다가 적발되면서 스탈린의 의심과 분노는 한층 극에 달하게 된다.
1925년 이후부터 반대파 인사에 대한 가혹한 숙청이 계속되었고, 1930년 이후에는 그의 반대파는 거의 남아있지 않았다. 또한 그는 소련군 내부의 장군급 인사를 단행한 뒤, 군 장군을 숙청한다. 특히 1937년 6월까지 비밀재판을 통해 투하체프스키와 스베친, 트리안다필로프를 비롯한 그의 동료들은 스탈린 체제에 위협하는 인물로 인식되어 숙청되었다. 이들은 모두 소련군의 군사전략가들이었는데, 이들의 숙청과 동시에 스탈린은 작전술에 대한 연구를 금지시켰다. 이들 소련군 초기 군사연구가들의 작전술은 스탈린이 죽고난 뒤에야 재개된다. 장군들을 숙청, 처형시킨 후 스탈린에게 충성을 맹세한 새로운 장교들을 장군으로 승진 발탁한다.
투하체프스키와 스베친, 트리안다필로프와 그의 동료들 등 소련군 초기 핵심 군사이론가들에 대한 처형과 숙청, 장군들에 대한 숙청 등은 그들이 만들고 연구했던 보고서와 군사이론서들까지도 반민중적 불온사상으로 규정되어 금서가 되었으며, 그들의 이론들은 토론과 적용조차 금지되었다. 그러나 핀란드 침공작전의 실패와 2차 대전 초기의 독일의 기습공격과 모스크바까지 패퇴하는 참담한 결과를 불러온다. 이들의 이론을 활용하지 못한 점이 패퇴의 원인이라는 견해가 나타나면서 기갑, 기계화 부대를 통한 작전술 이론의 필요성이 다시 제기되었으나 스탈린의 연구 금지와 의심으로 아무도 공식적으로는 이를 언급하지 못했다.
그는 중견 장교들과도 꾸준히 면담했는데, 이는 그들을 통해 장군들을 감시하기 위해서였다. 1938년까지 대략 2백만 명 정도를 숙청했고, 이 중 20만 명 정도는 해외 유학파, 당 중앙위원과 현역, 예비역 군 장군, 기술관리들을 포함한 고급인력들이었다. 이후 그는 내부에서 적을 만들고 그 적을 숙청하여 권력을 공고히하고 측근과 군부의 충성심을 유도했다.

##### 경제 개발 정책
속도를 늦추면 뒤떨어집니다. 그리고 뒤떨어지면 패합니다. 우리는 패하고 싶지 않습니다. 그렇습니다. 패배는 우리가 바라는 게 아닙니다. 옛 러시아의 역사는 무엇보다도 뒤떨어진 탓에 끊임없이 패배한 역사였습니다. 러시아는 몽골의 칸에게 패하고, 터키의 지방총독에게 패하고, 스웨덴의 봉건영주에게 패했습니다. 러시아는 폴란드와 리투아니아의 영주들에게 패하고, 영국과 프랑스의 자본가에게 패하고, 일본 남작에게 패했습니다. 러시아가 뒤떨어진 탓에 모든 사람에게 패했습니다. 군사적으로 뒤떨어져서, 문화적으로 뒤떨어져서, 공업과 농업이 뒤떨어져서 패했습니다. 그들이 러시아를 친 것은 그게 이익이 되고, 그러고도 무사했기 때문입니다. 여러분은 혁명 전의 시인이 한 말을 기억해야 합니다. '너는 비참하다, 너는 풍요롭다, 너는 강력하다, 너는 무력하다, 나의 조국 러시아여.' (중략) 우리는 선진국보다 50년에서 100년이 뒤떨어졌습니다. 10년 안에 그 격차를 없애야 합니다. 그러지 않으면 짓밟히고 말 것입니다. 우리는 소련의 노동자와 농민에게 그렇게 해야 할 의무가 있습니다.— 1931년 2월 4일 산업 관리와 경영자 협의회 당시 스탈린의 연설

러시아인이 전차와 비행기, 함대로 무장하면 절대 정복할 수 없을 겁니다. 절대로. 그러나 기술이 없어 제대로 무장하지 않으면 전진할 수 없습니다. 옛 러시아의 역사는 이 한마디로 정리할 수 있습니다.— 1933년 노동절 당시 스탈린의 연설

1928년 스탈린은 시장경제를 부분 수용했던 레닌의 준 자본주의적인 신경제정책을 버리고, 국가가 직접 기간산업을 관리하는 국영산업화 정책을 채택 하여 일련의 경제개발 5개년 계획을 실시, 추진했다. 기간 산업을 국영화함과 동시에 경제 정책을 국가 주도로 통제하는 형태로 경제 정책을 추진해 나갔다.
스탈린은 농민들을 도시로 강제 이주시켰는데, 도시로 떠나지 않던 농촌의 약 2,500만 세대가 2, 3년 내로 집단농장이나 국영농장에서 집단 생활을 하도록 강요당하였다. 이에 필사적으로 반발 저항하던 농민들은 소련군과 비밀경찰로부터 공격을 받고 체포, 사살되었다. '쿨라크'라는 별명으로 불리던 이들, 스탈린의 경제개발 정책에 비협조적이던 농민들은 집회·시위를 벌였으나 경찰과 군대에 의해 체포되어 도시로 강제추방되거나 총살당하였으며, 일부는 수감자의 폭증으로 급속도로 팽창하고 있던 집단수용소에 수감되어 극심한 악조건 속에서 강제노동했다.

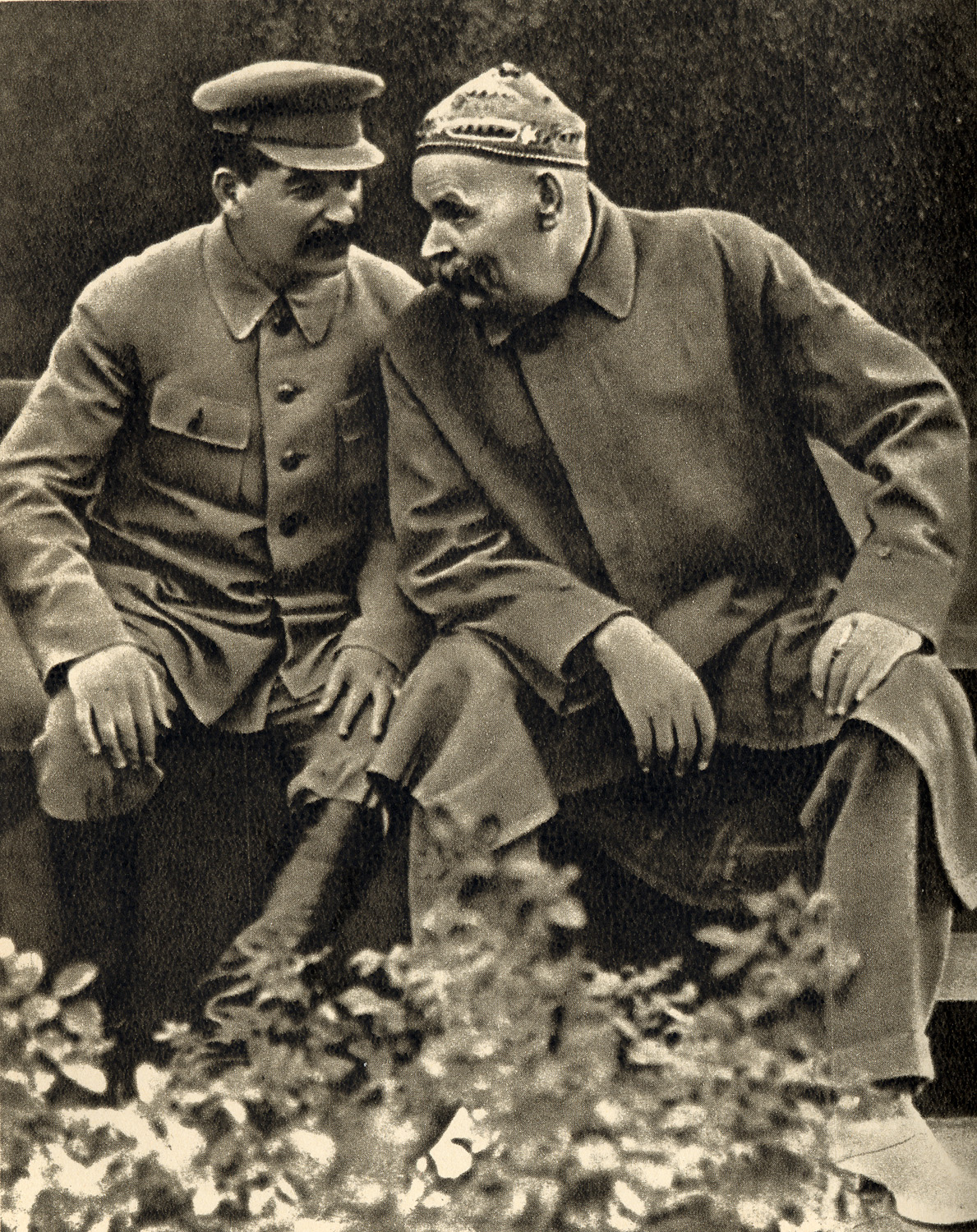
작가 막심 고리키와 함께(1931년)

1930년대에 접어들면서 레닌의 신경제 정책을 5개년 경제 개발 계획으로 대체해 산업화와 특히 농업 생산물의 공동생산 체제를 도입함으로써, 후에 공산주의의 한 취약점으로 꼽히게 되는 강제 노동 생산 즉, 생산성 없는 경제 활동의 첫 장을 열었다. 그러나 강제 산업화와 노동 생산은 제정 러시아 사회에서 가난과 억압을 받던 러시아 민중들에게 옛 소련의 산업화를 통한 부강한 나라 건설이라는 희망을 주었기 때문에 러시아의 산업화와 근대화에 영향을 미치게 되었다.
한편 1932년 혁명 기념 만찬에 참석했다가 만취 상태로 공개 석상의 여러 사람 앞에서 후처 나데즈다 알릴루예바에게 폭언을 퍼부었다. 모멸감을 느낀 나데즈다는 바로 파티장을 뛰쳐나갔고, 그날 밤 스탈린의 인간적인 결점과 정치적 실패를 비판하는 서신을 남기고 자살했다. 두 번째 아내의 자살 이후 스탈린은 신혼 살림을 차렸던 아파트를 떠나, 크렘린의 다른 아파트로 이사했다. 그리고 다시는 그들이 함께 살았던 곳을 찾지 않았다고 한다. 나데즈다의 자살로 충격을 받은 그는 정치국 회의에서 정치국 위원직을 사퇴하려 했으나 정치국 위원 뱌체슬라프 몰로토프의 만류로 번복하였다. 그러나 정신적인 스트레스가 심화되고 격무에 시달리자 그는 자신의 아들들에게 폭력과 폭언을 하는 것으로 스트레스를 풀었고, 여성들을 가까이하기도 했다. 반면에 그의 딸 스베틀라나에게는 아들들과는 비교도 되지 않을 만큼의 편애를 하게 된다.
급격한 산업화와 함께 그는 당시 소련 국내 생산품의 사용을 유도하였고, 수입품 억제와 함께 수출산업 육성과 자국제품 수출 증대에 힘썼다. 그러나 산업화 과정에서 엄청난 실패와 기계 고장 등의 부작용들도 수반되었으며, 이는 반대파들의 공격 대상이 되었고, 각종 시위에 직면하기도 했다. 스탈린은 반발을 무마하고자 강경 진압을 하는 한편, 회사 간부·산업 관리인들을 비판, 규탄하고 그들의 경영 잘못으로 몰아 여론재판에 계속 회부하는 방식으로 대응했다. 피고들은 겁에 질려 허위자백을 하고 희생됨으로써 그의 경제실책으로 야기된 재앙을 대신 짊어지는 희생양이 되었다.
그러나 스탈린의 경제정책은 상당부분 효과를 거두어 수출력과 생산력을 향상시켰다. 1928년에서 1940년에 이르는 기간 동안 강철은 5배, 전력은 8배, 시멘트는 2배, 석탄은 4배, 석유는 3배로 생산고가 늘어났고 철도를 포함한 수송수단은 4배로 늘어났다. 즉, 스탈린의 경제개발 5개년 계획들은 농업 중심의 후진국을 급속도로 근대화·산업화·도시화하는 데는 성공하였으며, 그는 소련 국내외에서 폭넓게 인정받았다. 스탈린의 잠재적 경쟁자이자 동지였던 아돌프 히틀러에게, 그리고 허버트 조지 웰스, 조지 버나드 쇼 등 유명 작가들과 예술인, 당대의 열광적인 외국인 목격자들에게도 널리 인정받았다. 뿐만 아니라 스탈린은 경제정책과 동시에 교육 분야에서 상당한 성과를 거두었는데, 90% 이상이나 되던 소련의 문맹률이 교육 정책을 통하여 1%까지 감소하였고, 또 다른 지식층을 양성하였다.
한편 스탈린은 예술 공연에도 정책적으로 개입하였다. 1934년 1월 <레이디 맥베스>가 소련에 상륙, 초연과 함께 흥행을 거두었다. 스탈린은 1936년 <레이디 맥베스>를 직접 보러 극장을 찾았다가, 레이디 맥베스 관람 중 극중 노골적인 성적 묘사와 치정 살인 부분이 나오자 이를 불쾌히 여겨 1막이 끝나자 역정을 내면서 자리를 떴다. 며칠 뒤 소련의 최대 일간언론이자 당의 충실한 기관지인 <프라우다>에는 쇼스타코비치의 오페라를 강하게 비난하는 글이 실렸고, <레이디 맥베스>는 소련이 붕괴될 때까지 상영금지조치되었다.

##### 반 혁명 재판과 권력 강화(1936 ~ 1939)

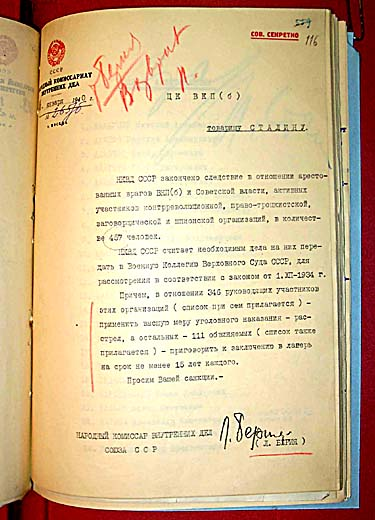
베리야가 스탈린에게 보낸 편지(1940)

그러나 성급한 산업화는 농업과 환경을 파괴하여 홀로도모르와 같은 재앙을 불렀고, 집단농장화로 성과 없는 농업생산에 회의적이던 농민들의 생산물 수는 감소했고, 우크라이나에는 대기근이 발생하여 식량사정을 악화시켰다.
하지만 스탈린은 기근 지역에 급송해야 할 식량을 계속 수출했다. 이 때문에 당과 군대 내에서 정치적 반대파가 많아졌다. 이때 대중적 인기를 가지고 있었던 레닌그라드시 지구당의 당서기였던 세르게이 키로프가 암살당하자, 이를 트로츠키의 음모로 선전하였고, 이른바 트로츠키주의자를 뿌리뽑는다는 명목하에 스탈린에게 도전했거나 도전할만한 자들에 대한 대숙청이 시작되었다.
스탈린이 이의 배후라는 의혹이 제기되었는데, 1956년 제20차 공산당 전당대회에서 흐루쇼프 당 제1서기가 스탈린 격하연설 도중 '스탈린 자신이 숙청을 단행하기 위해 조작한 것이었다'고 암시한 바 있다. 이 숙청 작업을 담당한 곳은 내무인민위원회(NKVD)였으며, 당내는 물론 군부나 심지어는 내무인민위원회 내부에서도 숙청작업이 광범위하게 실시되었다. 군부에서는 미하일 투하체프스키 원수를 비롯한 여러명의 장군들이 체포되어 처형되었다.

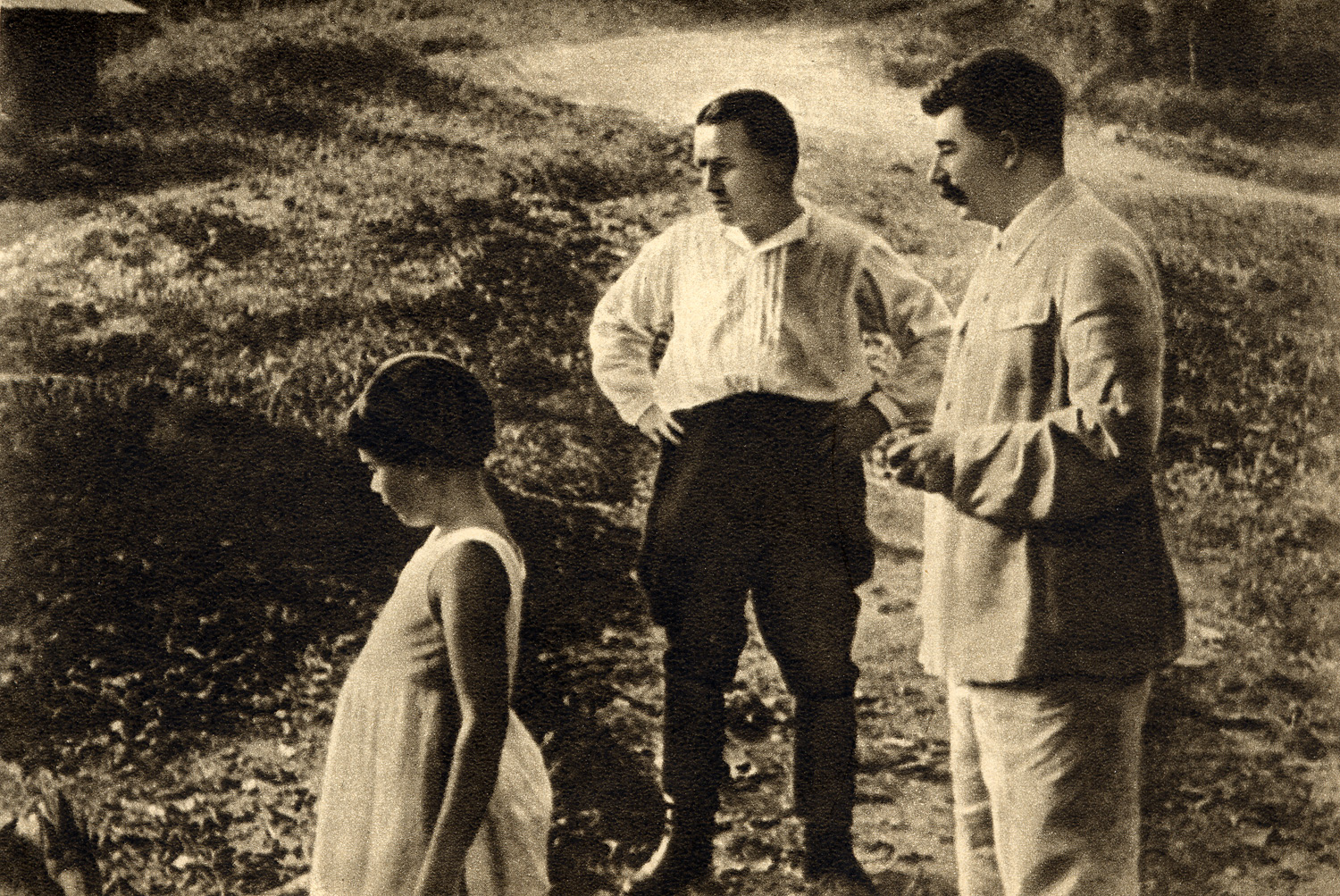
스탈린과 세르게이 키로프(1934년)

1934년 12월 1일 스탈린에 맞먹을 만큼의 권력을 가졌던 세르게이 키로프가 암살당했는데, 키로프의 갑작스러운 죽음은 그의 권력과 인기가 높아짐을 두려워한 스탈린의 사주한 것이라는 의혹도 제기되고 있다. 세르게이 키로프가 암살되자 이에 연루된 암살자 레오니드 니콜라예프와 옛 혁명 주역이던 지노비예프, 카메네프가 체포되어 고문당한 뒤, 재판정에 끌려나와 허위자백을 하고 사형 선고를 받은 후 총살당했다.
1934년 제17차 당 대회에서 뽑힌 중앙 위원과 후보 위원 139명 중 98명을 처형했고 17명을 강제 수용소로 쫓아냈으며 제17차 당 대회 대의원 1961명 중 무려 1108명을 체포해 감옥에 가두었다.
1937년 1월과 1938년 3월 또다시 대규모의 마녀재판을 감행했는데 트로츠키를 따르던 31명의 사람을 처형하고 심지어 1936년과 1938년에는 이전에 숙청을 지휘했던 전직 내무인민위원장인 겐리흐 야고다와 니콜라이 예조프가 도리어 반혁명분자로 몰려 처형되기도 하였다. 어떤 이는 그가 자신을 암살하면 회고록을 폭로하겠다고 꾸준히 협박하여 스탈린의 정적숙청의 칼날을 피해갔다.
1937년 6월 한 달에만 미하일 투하체프스키를 포함해 8명의 장군을 간첩 혐의로 처형한 것을 비롯해 육군 원수, 군 사령관, 군단장, 사단장, 여단장 등 1500명을 처형했는데 이 수가 붉은 군대 간부 최고 군사회의 멤버의 75%에 달했으며 원수 5명 중 4명, 군사령관 15명 중 13명, 군단장급 85명 중 62명, 사단장급 195명 중 110명, 여단장급 406명 중 220명, 연대장급 고급 장교 중 70% 이상이 숙청당했다. 대숙청은 점점 절정으로 치달아 1938년 바실리 블류헤르과 니콜라이 부하린, 야코프 페테르스, 1939년 알렉산드르 예고로프와 카를 라데크, 1940년 알리 쇼겐추코프와 니콜라이 예조프, 1950년 그리고리 쿨리크 등까지 강타했다.

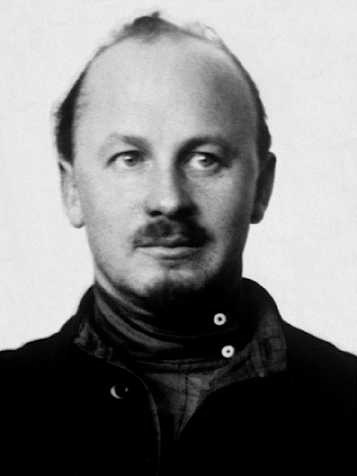
니콜라이 부하린

특히 스탈린의 혁명동지이기도 했던 니콜라이 부하린(Nikolaj Bukharin)의 경우 130개 항목의 죄명으로 법정에 기소당했는데, 이는 고문에 의한 자백들이었다. 부하린은 '고난받는 인민대중의 생활과는 동떨어진 자본주의적, 퇴폐적인 생활을 향유한 부도덕한 이중인격의 가식적인 인물이었고 사치를 일삼았다는 분위기를 풍긴다'는 이유로 스탈린에 의해 고소당하였다.
이외에도 시인 안나 아흐마토바는 초기 작품 《저녁(ВЕЧЕР)》(1912), 《Anno Domini MCMXXI》(1922) 등으로 당국으로부터 부르주아적이란 비판을 받고 활동을 거의 중단당했다. 1962년 노벨 물리학상 수상자던 레프 란다우는 UPTI 사건으로 조사받은 뒤 모스크바를 탈출했으나 1938년 5월 27일 구속되어 내무인민위원회에 유형당했다. 이후 1939년 5월 29일 동료 표트르 카피차의 도움으로 석방되었다.
1990년대 이후 서방의 학자들은 대숙청의 진상을 밝혀냈다. 1936년부터 1938년까지 스탈린의 대숙청으로 희생된 사람들은 NKVD의 문서에 따르면 감옥에서 처형된 사람이 68만 명이 넘었다. 당시 굴라그 수용소에 수감된 이들의 숫자는 1937년 1월 1일 80만 명에서 1939년1월 1일에는 130만 명으로, 2년간 50만명이 증가했으며,굴라그 죄수의 40%는 ‘반혁명’ 범죄로 기소됐고, 22%는 ‘사회적으로 해롭거나 위험한 분자’로 분류됐으며, 나머지 대부분은 일반 범죄자였다고 한다.
1939년 열린 제18차 당대회에 참석, 그는 사회주의에서 공산주의로의 이행에 관련된 문제를 제기하였다. 독일의 아돌프 히틀러가 팽창하면서 위협을 느낀 그는 서방국가들과 반(反) 히틀러 동맹을 결성하려고 시도했으나 결국 거절당했다. 스탈린은 1939년 8월 히틀러와 동맹조약을 체결했다.
유럽 대륙을 전전하다가 1937년 멕시코로 망명한 레프 트로츠키는 스탈린의 독재성과 레닌의 유언을 들어 그를 비판했는데, 이것이 국제 공산주의자 사이에서 자신의 반대 여론으로 확장될 것을 두려워한 멕시코에 자객을 보내 트로츠키의 암살을 계획했다. 트로츠키 암살 계획은 성공하여 1940년 8월 20일 트로츠키는 멕시코 시티 남부 코요아칸의 자택에서 스탈린이 보낸 자객 라몬 메르카데르에 의해 암살당했다. 이는 스탈린 사후 1972년 트로츠키의 암살(The Assassination Of Trotsky)이라는 영화의 소재가 되기도 했다.

##### 소련 총리(1941~1945)

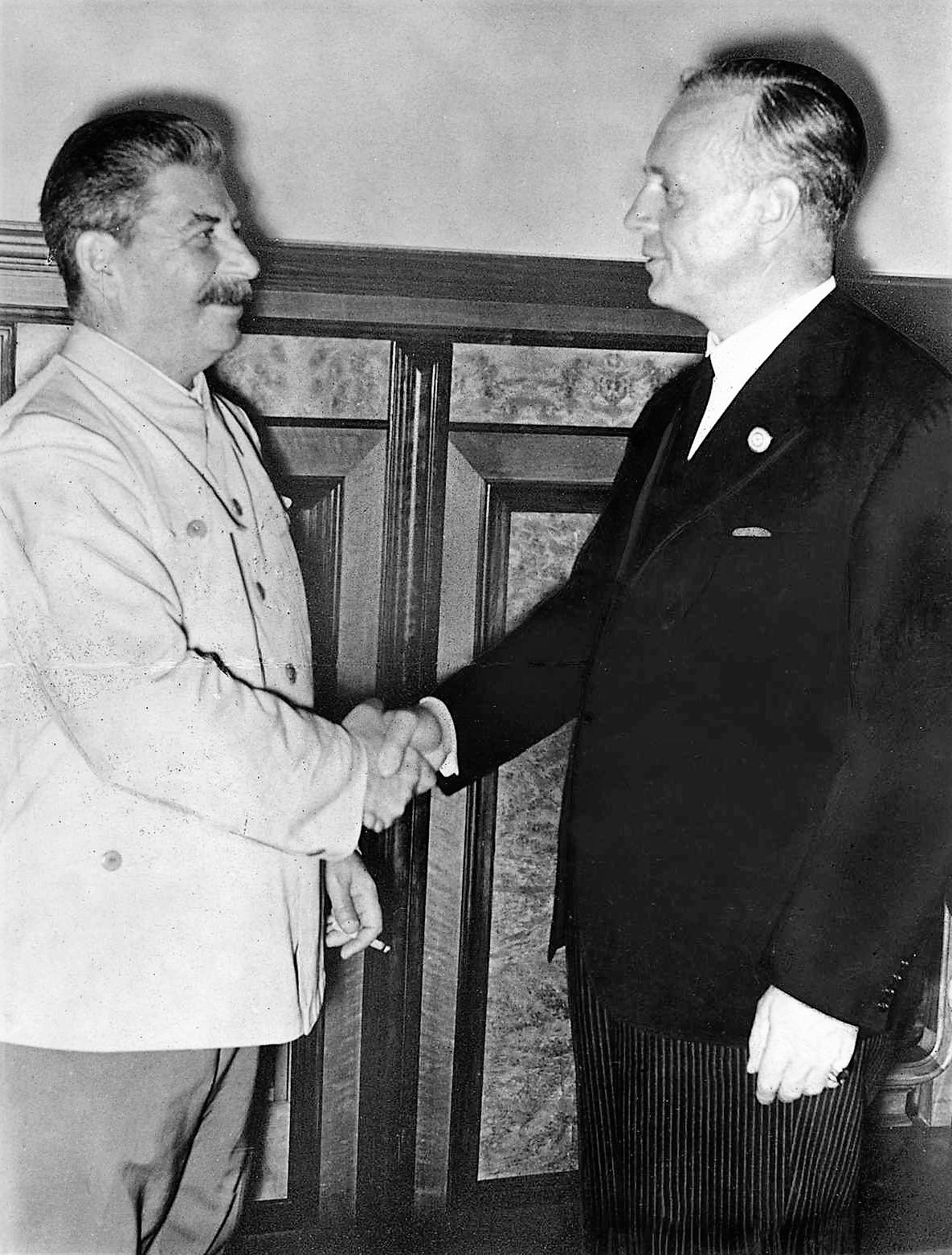
1939년, 스탈린과 독일 외무장관 리벤트로프

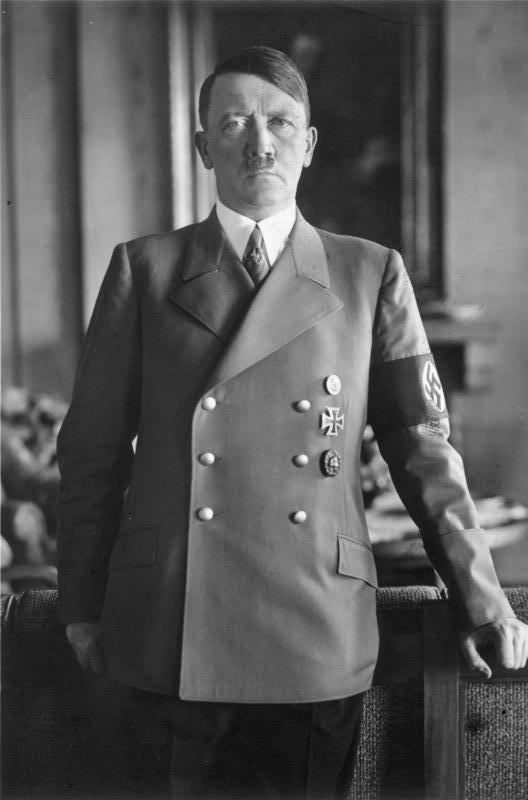
아돌프 히틀러

1939년 8월 스탈린과 조약을 체결한 것으로 용기를 얻은 독일의 히틀러는 폴란드를 침공하여 제2차 세계대전을 일으켰다. 새로 동맹국이 되기는 했지만 스탈린은 결코 믿을 수 없는 국가였던 독일이 서방국가들과 교전하고 있는 동안 소련 내의 산업화를 추진하는 한편 서부전선 강화를 최우선 과제로 추진해 나갔다. 이후 폴란드 동부와 발트3국, 루마니아의 일부를 병합하여 편입시켰다. 한편으로는 핀란드를 공격하여 승리하면서, 핀란드에 영토 할양을 강요하기도 했다. 1941년 5월 스탈린은 독일이 소련을 공격할 가능성이 있다고 판단, 스스로 소비에트 연방 인민위원회 위원장에 취임했다. 1941년 소비에트 연방의 서기장 스탈린은 연방의 총리를 겸했다. 이 해에 동방으로 팽창하려던 나치 독일의 히틀러와 전쟁하게 되었다.
그러나 소련의 핀란드 침공(겨울전쟁)의 경우 초기에 소련은 핀란드에게 최대한 양보를 하는 입장을 보였다. 초기에는 소련이 핀란드에게 상호원조협정 체결을 제안했다. 그에 대한 핀란드의 거부 이후 소련은 핀란드 국경선을 이동하여 2배 정도 규모의 영토를 교환하여 해군기지 설치를 위한 땅을 임대해달라는 역제안까지 했으나 핀란드는 이 제안까지도 거부했다. 이렇게 해서 겨울전쟁으로 이어졌다는 것이다. 스탈린 전기를 집필한 스티븐 코트킨(Stephen Kotkin)은 《스탈린, 히틀러를 기다리다 1929-1941(Stalin Waiting For Hitler 1929-1941》에서 핀란드 침공이 ‘도덕적으로는 옳았지만’ ‘지정학적으로는 잘못되었고’, 협상과 타협에 대한 스탈린의 의지를 더 진지하게 받아들였어야 했던 핀란드인들에 의해 이 전쟁이 ‘막아질 수 있었다’고 주장했다.

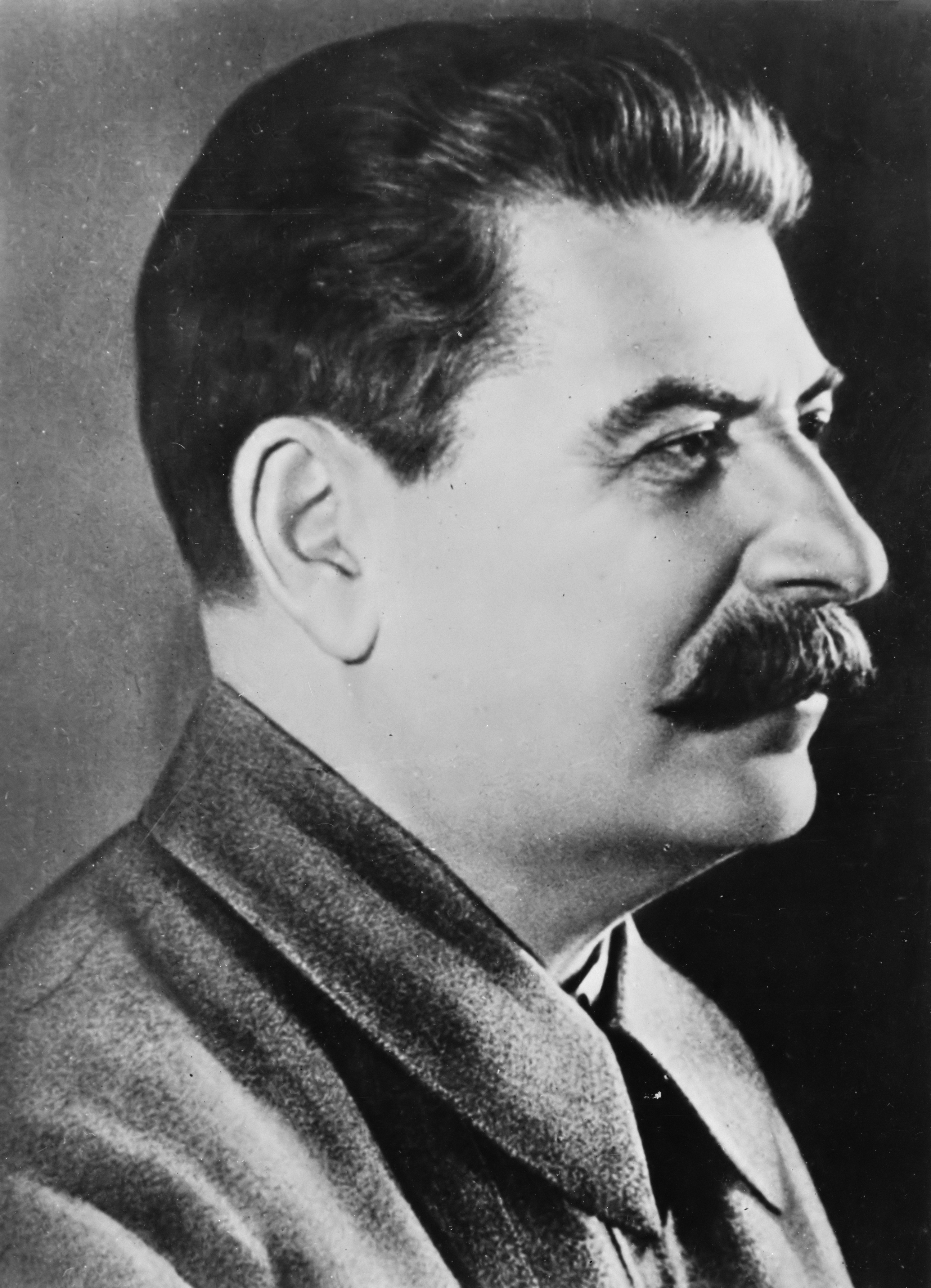
이오시프 스탈린(1942년)

1940년 라트비아·리투아니아·에스토니아 등 북유럽 3국이 소비에트연방 편입 문제를 놓고 국민투표를 했다. 그런데 투표 하루 전에 만장일치라는 투표 결과였다. 이는 분명한 조작이었지만, 당시 영국을 비롯한 연합국은 소련을 끌어들이기 위해 이를 거절했다. 소련 국내에서는 이를 '전 인민의 위대한 지도자' 스탈린이나 행할 수 있는 기적으로 받아들여져 대대적으로 홍보되었다. 발트 3국의 소련 합병은 얄타 회담 이후 더욱 분명하게 정해졌으며, 이후 1991년 무너질 때까지 소련의 영토로써 인정된다. 현재 발트 3국은 소련의 합병이 분명한 "불법"이라고 주장하면서 소련에 속해있던 시기를 '강제 점령기'로 규정하고 있다.

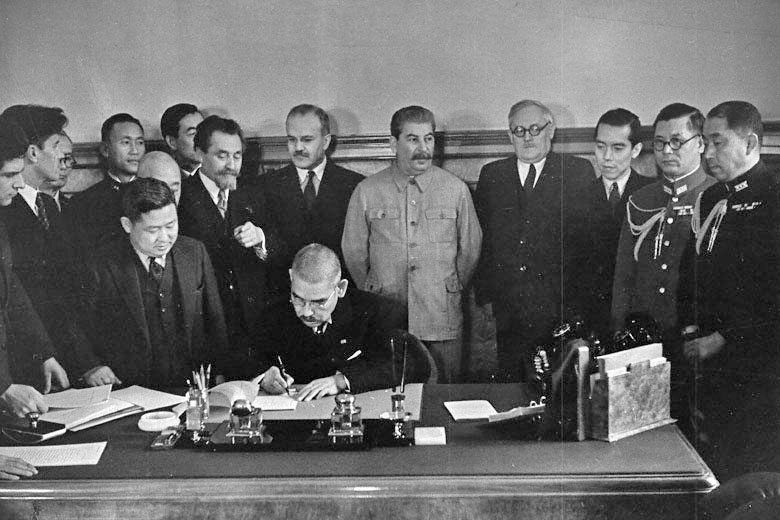
일소 중립 조약에 서명하는 일본 제국 외무대신 마쓰오카 요스케와 지켜보는 스탈린, 뱌체슬라프 몰로토프(뒷줄 가운데)

1941년 4월 13일 스탈린은 일본의 외무대신 마쓰오카 요스케와도 소-일 평화협정을 체결했다.

##### 독소 전쟁
1941년 6월 22일 히틀러가 정당한 이유 없이 소련을 기습 공격한 이후 독일군은 소련 영토 깊숙이 파죽지세로 밀고 들어왔다. 바르바로사 작전 초기 대략 1200대 이상이나 되는 소련군 항공기가 지상에서 파괴되었고, 수십만명의 소련군이 독일군의 포로로 붙잡혔다. 신뢰하지는 않았으나 독-소 불가침 조약에 입각하여 영국을 굴복하기 전에는 소련을 침략하지 않을 것이라 생각했던 이오시프 스탈린은 히틀러의 기습공격에 충격을 받았고 공황상태에 빠졌다. 흐루쇼프는 그가 한동안 무력증에 빠졌음을 증언했으나, 스탈린은 바로 기력을 회복하고 스스로 소련군 최고사령관이 되고, 소비에트 연방의 국방위원회위원장에 취임하였다. 1941년 겨울 독일군이 소련 국경을 깊숙히 쳐들어와 모스크바를 위협하였으나, 그는 피신권고를 물리치고 수도 모스크바에 머무르면서 일대 반격을 위한 준비작업을 지시했다. 1941년 7월 19일 소비에트 연방의 인민위원회 국방담당 인민위원에 취임했다.
1941년 독소 전쟁 발발을 틈타 체첸인들이 소비에트 연방으로부터 독립하기 위해 반(反)소련 게릴라 활동을 벌이기 시작하여 큰 피해를 입히게 되었다. 1941년 11월 7일 이오시프 스탈린은 모스크바에서 러시아 혁명 기념 퍼레이드를 그대로 진행했고, 독일군이 모스크바 외곽까지 들어왔음에도 크렘린을 끝까지 사수했다. 산업화 시기 중공업 위주의 성장을 했던 스탈린의 소련은 독소전쟁이 터지자 탱크와 비행기를 비롯한 군수문자를 초고속으로 대량생산해냈다. 1941년 7월부터 11월까지 총 1523개 공장(이 가운데 군수 공장이 1360개)이 볼가 강 유역과 시베리아 그리고 중앙아시아로 이전했고, 여기에는 총 150만 대의 철도 차량이 동원되었다. 중공업 시설 대규모의 이전과 재조직은 인내력과 조직력의 측면에서 놀라운 성과였다. 1941년 12월 7일 일본의 진주만 기습공격으로 미국이 연합군 편에 서게 되자 미국의 수많은 물자가 소련으로 들어가게 됐고, 소련은 미국으로부터 받은 물자를 아주 유용하게 사용했다. 모스크바 공방전 승리 이후 소련군은 1942년 겨울의 스탈린그라드 전투와 1943년 여름의 쿠르스크 전투에서 대승을 거두었고, 스탈린이 총지휘하는 소련군은 독일군과 맞서 승리를 거둠으로써 대세는 역전되어 쿠르스크 전투 이후의 독일군은 반격한번 제대로 해보지 못하고 후퇴하게 되었다. 1943년 12월 이란의 수도인 테헤란에서 개최한 프랭클린 루스벨트·처칠 등 연합국 수뇌들의 회담에 참석하였다. 1944년 여름 영미 연합군이 노르망디 상륙작전에 성공한 이후 스탈린이 총 지휘하는 소련군은 바그라티온 작전이라 하여 동부전선 전역에서 독일군을 격퇴시켰다.

##### 2차 대전 후반
체첸의 반발이 가라앉자, 스탈린은 체첸의 독립 운동을 무력으로 진압하고 1944년 봄, 비밀리에 체첸인들을 전부 중앙아시아로 강제 이주시켰다. 이주 과정에서 반발하는 자는 사살했고, 체첸인구의 10%가 강제 이주 당시 사망했다고 한다. 타인을 신뢰하지 않던 그는 몇번의 쿠테타 이후 동료들을 믿지 못했고, 특히 군대를 불신하여 장군을 다수 죽였으며, 이는 제2차 세계대전에서 소련군이 고전하는 원인이 되었다고도 한다. 전쟁 초기에 그는 아돌프 히틀러처럼 군사 업무에 수시로 관여하고 전화를 이용한 부적절한 지령으로 군사업무에 간섭하다가, 점차 군사적인 결정을 현지의 지휘관들에게 위임하였다.

##### 2차 대전 종전

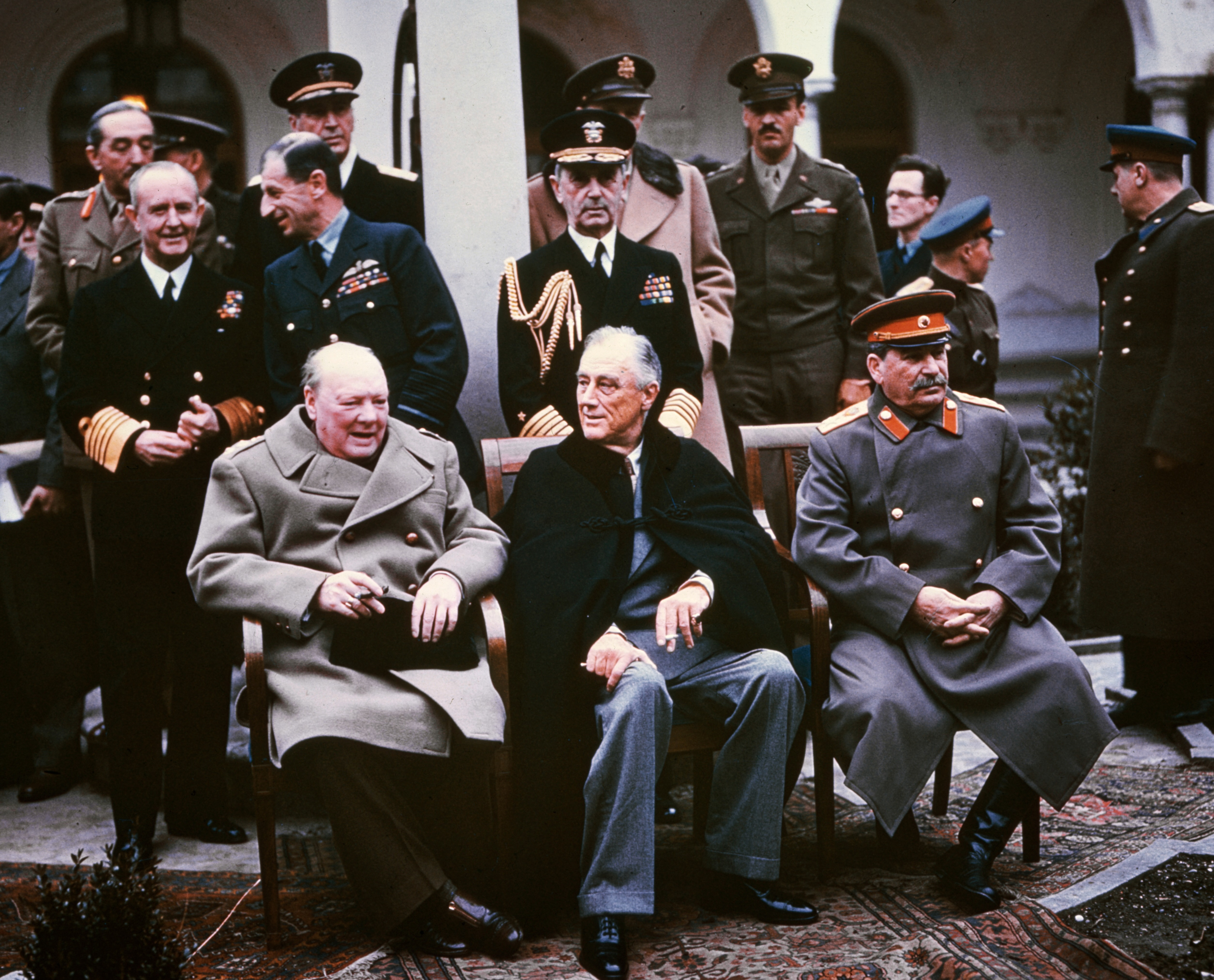
1945년 2월, 얄타 회담.

1945년 루스벨트, 처칠과 함께 얄타 회담을 추진했다. 스탈린은 이 회담에서 대단한 협상가로서 이 외국 정치가들의 의중을 파악하고 협상했는데, 그의 우수한 협상 기술을 당시 영국의 외무부 장관 이든이 칭찬하기도 했다. 1945년 8월 연합군 측의 승리로 독소 전쟁의 최종 승리는 당연 스탈린의 차지가 되었다. 일본의 항복 직전 8월 초 미국 대통령 프랭클린 루즈벨트의 도움 요청으로 일본의 식민지에도 소련군을 파견했다. 그러나 10여 일 만에 일본은 항복했고, 스탈린은 아시아에서도 소련의 몫을 요구하였다. 국제사회는 일본과의 전쟁에서 소련의 성과가 없다고 주장했으나 스탈린은 소련군 부상자와 사망자가 수천 명임을 들어 대가를 요구하였다. 1945년 소비에트 연방의 총리에 재선출되었다. 1945년 6월 27일에는 소련군 대원수에 취임하여 소련군의 최고사령관이 되었다.

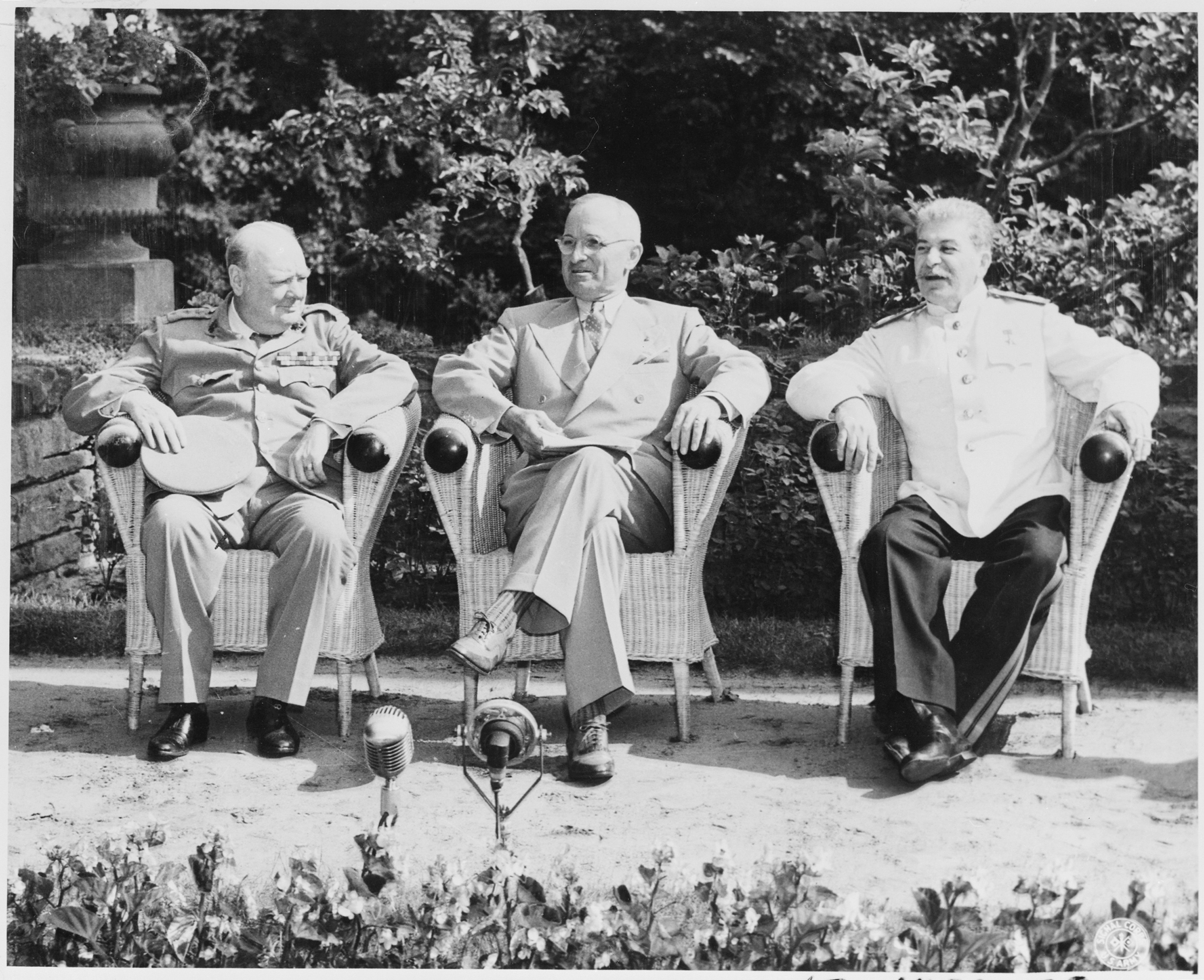
1945년 7월 25일. 포츠담 회담.

1945년 여름 미국으로부터 연합군 파병에 동참을 제안받자 그는 수락하였다. 뒤에 미국 내부에서는 그를 끌어들인 것에 부정적인 여론이 조성되었고, 8월 15일 일본 항복 직후, 미국은 소련군이 2차 대전 종결에 끼친 영향이 없다고 비난하게 되었다. 그러나 스탈린은 7월과 8월에 전사하거나 부상당한 2천여 명의 병력 손실을 예로 들며 소련군 역시 2차 대전 해결에 기여했음을 강변했다. 1946년 2월 25일 소련 인민위원회 국방담당위원직에 세묜 티모셴코를 임명했고, 1947년 3월 3일에는 자신이 겸하던 국방부장관직에 니콜라이 불가닌을 임명했다.
제2차 세계 대전이 종전되자 그는 스탈린 평화상을 제정하여 외국의 국가 원수와 및 내빈에게 수여했다.

#### 생애 후반

##### 종전 직후
1946년 이후 스탈린은 김일성과 박헌영을 수시로 소환하여 조선민주주의인민공화국의 지도자 자격을 심사했다. 최종 결론은 김일성이었다. 또한 스탈린은 이 무렵부터 아돌프 히틀러가 숨어서 자신을 암살하려 한다고 생각하여 1950년까지 히틀러를 잡아내서 죽이라는 명령을 내리기도 했다. 히틀러는 이미 자살하고 없었지만, 스탈린의 이 명령을 어길 수 없었던 NKVD는 히틀러를 찾아내 죽이기 위해 아르헨티나까지 찾아가기도 했다. 한편 1945년과 1948년 그는 노벨평화상 후보로 확정된 일도 있었다.

1989년까지의 동유럽내 공산권 국가.

1947년 북유럽 3국에서 개최된 최고 소비에트 선거에서 스탈린은 140%의 득표율을 얻었다. 민망했던 선거당국은 선거 다음 날 스탈린에 대한 열렬한 지지를 표명하려고 이웃 선거구 유권자들이 투표에 참여했기 때문이라는 해명을 내놓았다.
그의 반대에도 불구하고 유고슬라비아는 계속 간섭거부를 추진했고, 1948년 유고슬라비아는 티토주의를 표방하며 소련 진영으로부터 이탈함으로써 스탈린이 주도하는 단일체로서의 세계공산주의, 일국공산주의 정책에 균열이 일어나기 시작했다. 소비에트 연방 내 다른 14개의 피지배 국가들이 티토주의의 선례에 따라 분리 독립운동을 하는 것을 염려한 그는 이를 방지하기 위해 소비에트 연방 내 각국(각공화국)에서 여론 재판이 일어나도록 배후 조종하고, 1930년대 소련의 대숙청 때와 같은 조작을 하여 공산 위성국 지도자들이 스스로 티토주의자임을 자백하게 만들어 다수의 위성국 지도자들을 재판에 회부하여 처형시켰다.
경공업의 생산력 증대 외에 그는 물리학자들에 대한 지원을 늘렸다. 과학원의 우주 탐사 프로젝트를 수립 계획하고 적극 관심을 갖고 지원하였으나, 우주선의 발사는 그의 생전에는 볼 수 없었다. 비록 스탈린의 생전에는 우주 탐사를 볼 수 없었으나, 1957년 10월 4일 소련은 최초의 인공위성 스푸트니크(러시아어: Спутник) 1호를 발사했다. 반공주의자이며 그를 심히 경멸하였던 비오 12세는 친서를 써서 특사편에 보내 핵 전쟁만은 중단해 달라고 간청하였다.

#### 전후재건
제2차 세계대전을 거치면서 소련은 경제적으로 많은 타격을 받았다. 2500~2700만 이상의 인명손실을 감당했던 소련의 전쟁 피해는 참혹했다. 독소전쟁 기간 동안 무려 2500만 명의 인구가 살 집을 잃었고, 1700여 도시와 소읍, 7만 이상의 촌락, 3만 2000개의 공장, 6만 5000km의 철도, 약 10만의 콜호스와 소프호스가 파괴 또는 소실됐고, 5천 개에 가까운 국영농장이 나치독일군에게 약탈당한 상태였다. 제2차 세계대전에서 소련이 받은 피해를 금액으로 환산하자면 총 2조 6천억 루블이나 됐다.
제2차 세계대전 이후 미국과 소련의 동맹관계는 깨졌고, 그들은 서로 경쟁하게 되었다. 따라서 미국과 서방은 소련의 전후재건을 돕지 않았었다. 전쟁이 끝나고 난 이후 소련은 전후 재건에 나섰다. 제4차 5개년계획 마지막 연도인 1950년에는 공업 생산고가 전쟁 전인 1940년 수준을 73%나 상회할 만큼 빠른 경제회복과 성장을 보였다. 경제개발 2년차인 1947년 소련의 경제는 빠르게 회복되었고, 그 결과 외국에 거의 의존하지 않고도 자체생산을 할 수 있는 기반이 마련됐으며, 다소 뒤진 소비재 부문도 꾸준히 성장하여 1947년 전시에 시행되던 배급제가 폐지됐다. 배급제 폐지에 있어서 소련은 영국보다 7년이나 더 앞섰다.
1946년부터 1955년까지 두 차례 5개년 계획기간에 소련의 공업생산은 서방측의 계산으로도 연평균 12~14%의 고도성장을 기록했는데, 이는 서방세계의 성장속도를 두 배 이상 뛰어넘는 수치였다. 당시 전력생산도 크게 늘었는데, 1954년에는 세계최초의 원자력 발전소가 세워지고, 세계 최대의 쿠이비셰프 수력발전소를 비롯해 수천 개의 발전소가 건설되어, 모든 산업에 충분한 전기를 제공해줄 수 있게 됐다.

##### 한국 전쟁 개입
1948년 12월 소련군은 조선민주주의인민공화국에서 철수했으며 1949년 3월 5일, 조선민주주의인민공화국의 김일성은 모스크바를 방문하여 스탈린과 회담하였다. 이 자리에서 김일성은 대한민국에 대한 무력침공과 통일에 관해 소련 지도부의 의견을 문의하였다. 스탈린은 인민군이 대한민국 군사력에 대해 절대적인 우위를 확보하지 못하는 한 공격해서는 안된다고 답변하고 대한민국에 미군이 아직 주둔하고 있음 미-소간 38선 분할에 관한 합의를 상기시켰다. 또한 스탈린은 조선민주주의인민공화국의 대한민국에 대한 공세적 군사활동은 대한민국의 북진 침략을 물리치는 경우에만 이루어질 수 있다고 강조하였다.
1950년 1월 17일 박헌영의 관저에서 열린 만찬에서 김일성은 조선민주주의인민공화국 주재 소련 대사 스티코프에게 침남(侵南)문제를 다시 제기하고 이를 논의하기 위하여 스탈린과의 면담을 희망한다는 의사를 피력했다. 이 대화에서 김일성은 국공 내전에서 중국 공산당이 승리한 다음에는 대한민국(남조선)을 해방시킬 차례라고 강조하고, 조선민주주의인민공화국은 기강이 세워진 우수한 군대를 보유하고 있다고 주장했다. 또 김일성은 이전에도 그러했던 것처럼 대한민국의 선제공격에 대한 반격만을 승인한 1949년 3월의 스탈린의 결정에 불만을 토로했다.

1월 30일, 스탈린은 서명한 전보를 평양으로 타전했다. 전문에서 스탈린은 김일성의 불만은 이해가 되나 '큰일'에 관해 치밀한 준비를 해야 하며 이를 실현하기 위해 지나친 모험을 해서는 안된다는 점을 이해해야 한다고 언급했다. 스탈린은 김일성을 접견해 이 문제를 논의할 준비가 돼 있으며 그를 지원할 용의가 있다고 밝혔다.
4월, 모스크바에서 열린 스탈린과 김일성 간의 회담에서 스탈린은 국제환경이 유리하게 변하고 있음을 언급하고 조선민주주의인민공화국이 통일과업을 개시하는 데 동의하였다. 다만, 이 문제의 최종결정은 중화인민공화국과 조선민주주의인민공화국에 의해 공동으로 이루어져야 하며 만일 중공쪽의 의견이 부정적이면 새로운 협의가 이루어질 때까지 결정을 연기하기로 합의하였다.
5월 14일 스탈린은 마오쩌둥에게 보낸 특별전문에서 “국제정세의 변화에 따라 통일에 착수하자는 조선사람들의 제청에 동의한다. 그러나 이는 중공과 조선이 공동으로 결정해야 할 문제이고 중국동지들이 동의하지 않을 경우에는 다시 검토할 때까지 연기되어야 한다.”고 했다.
1950년 6월 25일 새벽 3시 30분 한국 전쟁이 발생하자 스탈린은 처음에는 김일성의 남침을 반대했다. 1949년 갑자기 대한민국에서 주한미군이 철수한 것을 언급하며 혹시 모를 미국과 자본주의 진영의 함정이라는 것이 그의 이유였다.
그러나 무려 48회에 달하는 거절에도 불구하고 김일성이 끝까지 남침을 고집한 탓에 스탈린이 이를 허락했는데 그렇게 발발한 한국 전쟁은 1953년 7월 27일 22시에 실패로 끝나고 말았다. 스탈린은 공식적으로는 한국 전쟁 관여를 부인하였지만 포스트 냉전 시대 연구에 의하면 김일성이 한국 전쟁을 감행하게 된 배경에는 스탈린의 명시적 허가와 지원이 있었다고 본다. 다만 김일성이 스탈린에게 남침 허가를 무려 48번이나 시도했다는 점으로 미뤄보면 스탈린이 김일성에게 침남을 지시한 입장은 아니고 김일성이 침남하겠다는 고집을 꺾지 못해서 마지못해 허락한 것이라고 봐야 옳다. 김일성이 침남을 끈질기게 고집했을 때 스탈린은 애초에 김일성과 박헌영이 아닌 다른 사람을 통제관으로 임명했어야 했다는 것을 깨닫고 김일성에게 한반도 북부의 통치를 책임지게 한 것을 크게 후회했으나 때는 늦었다. 김일성이 파견되자마자 한반도 북부지역에 자신만의 왕국을 건설한 이후였기 때문이였다.
한국 전쟁 중에 뇌졸중으로 쓰러진 적이 있었던 그는 뇌질환과 중풍 증세로 손과 발을 쓰는 것이 다소 부자연스럽게 되었다. 그는 자신의 병세가 깊어지고 체력이 소모되었음을 알고는 누군가 자신을 죽이려 한다는 의심과 망상증세가 한층 강화되었다. 모스크바와 소련의 대도시에는 오직 스탈린 자신만이 리모콘과 장비로 열 수 있는 건물이 건립되었는데, 그 건물들에는 같은 모양의 방이 여러 개가 있어 아무도 스탈린을 쉽게 찾기 어려운 구조였다. 또한 그는 비행기와 헬리콥터에 탑승하는 것을 두려워하여 장거리 여행도 열차로 했다.

#### 말년과 독살설

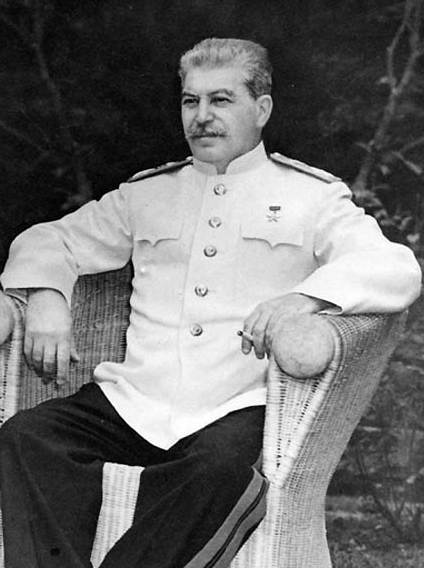
이오시프 스탈린(1945년)

1953년 3월 1일 스탈린은 공산당 간부인 니키타 흐루쇼프 등 공산당 정치국원 4명과 만찬을 하던 도중에 쓰러졌다. 스탈린은 자신을 암살한 거라 염려하여 자신의 비밀별장에 데려다 달라고 명한다. 그리고 별장에 도착한 뒤 그는 다시는 일어나지 못하고 4일 만인 3월 5일 숨졌다. 3월 4일에는 별장의 비밀 방에서 식사를 시켰으나, 그 날의 식사는 먹지 않고 첫 번째 비밀 방에 방치해두었다. 그의 정확한 사망 시간은 알 수 없다.
집권기간 동안 사적으로 뇌물을 받거나 축재를 하지 않았다. 비교적 청렴한 생활과 종교를 부정하는 다른 공산주의자들과는 달리 러시아 정교회에 호의적이었다는 점 역시 그의 정적들로부터 그에 대한 비판을 신중하게 하는 요인이 되었다.
죽기 직전, 스탈린은 자신의 건강상태를 폭로하거나 암살할 것을 우려하여 자신의 주치의들을 숙청하였다. 이 때문에 주치의들이 체포, 고문 등으로 끌려가면서 스탈린 자신이 발작을 일으켰는데도 손을 쓸 수 없었다는 주장도 있다. 공식 발표된 스탈린의 사망 원인은 뇌졸중이었다. 그러나 세간에는 독살됐다는 소문이 확산되었다. 일설에는 목이 졸려 죽었다는 주장도 있으나 확인된 것은 없다.
사망 장소는 자신의 관저였는데, 그곳의 위치는 자신을 암살할 것을 우려한 스탈린이 찾지 못하도록 깊숙하고 복잡한 곳에 위치한 숲속에 별장을 지은데다가 주택도 암살방지를 위해 미로처럼 복잡한 형태로 되어 경비원들조차 스탈린의 위치를 전혀 몰랐기 때문에 병원에 옮길 수 있는 시간이 없었다. 결국 사망 후 3일이 지난 3월 8일에 식사담당 파출부에 의해 발견되었다.

### 사후

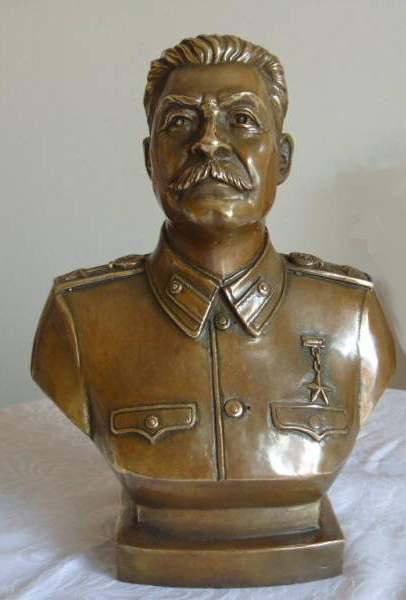
스탈린 흉상

생전 스탈린은 자신의 뒤를 이을 후계자를 지정하지도 않았고, 평화적인 권력 이양을 하지도 않았기 때문에 스탈린 사망 당일날 중앙위원회는 곧바로 회의를 열어 그다음 지도자를 선출하기로 했다. 그 결과 집단 지도 체제가 회복되었으며 한사람에게 권력이 집중되는 것을 막도록 조치가 취해졌다. 권력은 게오르기 말렌코프, 라브렌티 베리야, 뱌체슬라프 몰로토프, 클리멘트 보로실로프, 니키타 흐루쇼프, 니콜라이 불가닌, 라자리 카가노비치, 아나스타스 미코얀에 의해 분할되었다. 이들은 대규모 건설사업을 축소하고 주택 건설이나 민생 안정과 같은 프로젝트에 주안점을 두었으며, 생산 촉진을 위해서 농민들에 대한 과세 수준을 완화하는 등 경제 재건에 계속해서 힘썼다. 또한 그때까지 같은 사회주의를 표방하였으나 관계는 나빴던 유고슬라비아와의 화해 추진, 미국과의 긴장 완화와 한국 전쟁의 협상 종결을 시도하는 등 다소 유화적인 정책을 펼쳤다. 
1953년 스탈린이 죽자 김일성은 장문의 애도문을 소련에 보냈다. 사후 시신은 우상화 및 선전의 목적으로 방부처리되어 레닌 묘 옆에서 보존되다가 니키타 흐루쇼프 집권시에 화장되어 크렘린 벽묘지에 묻혔다. 사후인 1956년 초 제20차 소련공산당 전당대회에서 스탈린은 흐루쇼프에 의해 비판받은 뒤 격하당하였다. 이후 스탈린의 동상, 흉상, 초상화, 비석 등 각종 기념물들은 철거되어 사라졌다. 스탈린을 기념하기 위해 그의 이름을 따서 스탈린그라드가 됐던 차리친 시는 1962년 이후 볼고그라드(Volgograd)로 이름이 변경되었다. 그러나 흐루쇼프의 ‘스탈린비판’은 복잡한 반응을 일으켜 '중 ·소논쟁', '헝가리사건' 등과 소련-중국-조선민주주의인민공화국 간의 관계에 금이 가는 등의 영향을 미쳤다. 그러나 흐루쇼프가 실각하면서 스탈린 격하논쟁은 주춤해지다가 1991년 소련 붕괴 이후 스탈린에 대한 국민들의 평가는 영웅에서 독재자로 격하되었다. 그러나 2000년대 이후 러시아와 독립국가 연합 14개국의 경제 사정이 악화되면서 경제발전과 부국강병을 달성한 스탈린에 대한 향수가 서서히 고개를 들고 있다.
스탈린은 조지아 출신이었지만 러시아에서도 그에 대한 존경심은 각별하였다. 2008년 8월 러-조지아 전쟁 당시 러시아군이 스탈린의 고향인 조지아에 진입했을 때 다른 시설은 무수히 파괴됐지만 스탈린의 생가와 스탈린 박물관은 손상되지 않았다.

#### 암살 의혹
1990년대 초 소련이 붕괴되고 여러 소련 내 기밀문서들이 비밀 해제되자 라브렌티 베리야가 독살했다는 의혹이 제기되었다.
2000년대 이후 소련사 연구자들 중 스탈린 전문가들은 스탈린의 독살설을 다시 강력히 주장하고 나섰다. 2003년 3월 5일 뉴욕타임스 보도에 따르면 러시아의 역사학자 블라디미르 나우모프와 미국 예일대학의 소련연구가인 조나단 브렌트는 공동저서 '스탈린의 마지막 범죄'에서 독살설을 주장하고 있다.
나우모프와 브렌트에 의하면 스탈린 독살의 용의자로 공산당 정치국원이었던 라브렌티 베리야를 유력한 용의자로 지목했다. 스탈린 사망 후 베리야는 "내가 그를 해치우고 모든 사람을 구했다"며 자랑한 내용을 니키타 흐루쇼프 회고록에 기록되어 있는 것을 근거로 들었다. 이 책은 정치국원 4명이 모두 공모했을 수도 있다고 덧붙이고 있다.
1953년 스탈린 사망 당시 의료진의 보고서 초안에는 스탈린이 숨지기 전 광범위한 위장 출혈을 보였다는 내용이 포함되어 있었으나, 3개월 뒤 공개된 공식 보고서에는 병명에 관련된 내용이 삭제되었다. 당시 크렘린에서 근무하던 경비병 한 명도 베리야로부터 병세에 대해 함구하라는 명령을 받았다고 증언하였다. 스탈린의 음식에 과다 복용할 경우 장기출혈을 일으킬 수 있는 항응혈제 '와파린'이 섞여 있었을 것으로 추정했다. 한편 독살설 외에 침실에서 목졸려 죽었다는 설도 있다. 흐루쇼프는 베리야가 그를 암살했을 것이라고 추정했다.

## 평가와 비판

### 긍정적 평가
스탈린의 치하에서 소비에트 연방은 농업국에서 영국에 이은 세계 2위의 공업국으로 탈바꿈했고, 결과적으로 이는 소련이 독일침략 전쟁에서 승리하고 전후 초강대국으로 발돋움하는 기반이 되었다. 제2차 세계 대전에서의 모스크바 사수 및 연합국 지위 획득 역시 그의 치적으로 기록된다. 또한 독소 전쟁에서 초반의 패배에 큰 책임이 있긴 하지만, 게오르기 주코프나 콘스탄틴 로코솝스키와 같은 유능한 장군들을 적재적소에 등용한 것은 물론이고 모스크바 공방전나 스탈린그라드 전투, 쿠르스크 전투 등에서도 여러 가지 정치적, 군사적인 정책을 성공적으로 완수하여 제2차 세계대전에서 소련이 승리하는 데 기여하였다. 또한 서방 연합국과의 흥정을 통해 중앙유럽에 대한 소련의 영향권을 확인함으로써 전후 미국과 함께 소련이 초강대국으로 성장하는 데 기여하였다. 한편 무모하게 추진해서 막대한 사상자를 내기는 했지만, 스탈린이 인민의 희생을 수반하여 강력하게 밀어붙인 기간산업의 국영화로 소련 국내의 경제적 기반이 마련되었으며, 산업화 정책으로 농업이 주류이던 소련을 산업화했으며 소련의 산업화를 완성시켜 나치 독일에 반격할 수 있는 전력을 마련했다는 평가도 있다.
경제적으로는 국가 중심의 통제 경제와 중공업을 양성하면서 대량의 일자리를 창출하고, 소련의 경제를 발전시킨 인물로 평가된다. 사상적 측면에서는 레닌주의를 더욱 구체화했으며, 마르크스-레닌주의를 교리적인 혁명이론으로 전개하였다. 소련은 물론 다른 국가의 사회주의자들은 주로 마르크스-레닌주의의 스탈린적 해석을 학습하였고, 이를 혁명의 전략전술로 논리로 삼았다. 스탈린의 생전에 편찬된 《볼셰비키당사》의 제4장 〈변증법적유물론과 사적유물론〉은 스탈린주의의 핵심적문서임과 함께 이후 조선민주주의인민공화국 조선로동당 정권의 주체사상의 핵심적 사상적 토대가 되기도 하였다. 이러한 스탈린의 업적은 다른 사회주의 혁명가들에게도 크게 영향을 미쳐, 베트남의 호찌민은 그를 "세계혁명의 총사령관"이라 칭하기도 했으며 마오쩌둥은 중화인민공화국 건국 이후 스탈린의 산업화 정책을 벤치마킹하여 각종 사업들을 펼쳤다.
소련 해체 이후에도 현재 러시아에서는 그에 대한 긍정적 평가는 부정적 평가보다 높으며 그의 고향 조지아에서도 국가적, 민족적 영웅으로 칭송된다. 조지아의 역사 교과서는 스탈린을 "아돌프 히틀러의 나치즘을 종식시키고 소련을 초강대국으로 만든 인물"로 기술하고 있다. 일부 러시아 국민들은 스탈린을 생각하면서 피와 편집증, 잔혹함이 아니라 승리와 힘, 무사무욕, 국가의 존재이유를 떠올리며, 또한 러시아의 청년층 중 일부는 스탈린을 나치를 물리친 강력한 지도자로 기억한다.
1991년 소련 해체 이후 정치개혁과 경제개혁을 동시에 시도하면서 러시아의 상황이 악화되자 스탈린을 그리워하는 분위기가 조성되었다. 특히 미하일 고르바초프나 보리스 옐친의 무능력한 지도력으로 인해 스탈린에 대한 국민들의 향수 여론이 생겨나기도 했다. 2000년대 이후에는 모스크바를 사수한 전쟁 영웅, 산업화를 통해 소련의 국가적 기틀을 마련한 위인으로 재평가되기도 한다. 스탈린의 재평가를 놓고 그의 인권 탄압과 정적 숙청에 관련된 비판과 잡음도 다소 있었지만  2019년 러시아에서 한 여론조사에 따르면 러시아인의 70%가 이오시프 스탈린을 가장 존경하는 인물로 꼽았다. 2위가 블라디미르 레닌, 3위가 현 블라디미르 푸틴 대통령이다.

#### 러시아의 영웅 논란
또 스탈린은 조지아인임에도 2008년 5월의 한 온라인 투표에서 '위대한 러시아인' 3위에 올랐다. '러시아를 상징하는 역사적 인물'에 대한 답을 찾기 위해 러시아 국영 TV채널 '로시아' 방송은 2008년 5월 러시아 역사연구소와 함께 '이미아 로시아'(러시아의 이름)라는 프로젝트를 개시했다. 영국 BBC 방송의 ‘위대한 영국인’이란 프로그램을 본뜬 것으로 러시아인들의 민족 자긍심을 고취하기 위해 제작됐다. 경제 사정의 악화와 중산층 붕괴 등으로 흉흉해진 민심을 다잡고자 로시아 방송과 역사문제연구소는 프로젝트를 기획하였으며, 다양한 각계 각층의 인사들의 자문을 구하기도 했다.
대러시아사에서 러시아를 상징하는 인물을 찾는 이 프로젝트의 첫 단계에서 인터넷과 문자메시지, 전화 투표로 다양한 시대의 인물 500명이 선정됐다. 두 번째 투표 단계에서 50명으로 대상의 폭이 한층 좁아졌다. 9월 최종 결선 진출자 12명이 선정되면서 인기투표와 토론은 한층 치열해졌다. 여러 분야의 전문가로 구성된 12명의 심사위원단이 구성됐고 각 심사위원은 12명의 인물 중 1명을 맡아 해당 인물을 대변했다. 프로그램은 12월 28일 최종 결과 발표와 함께 막을 내렸다. 1위는 알렉산드르 네브스키 왕자, 2위는 표트르 스톨리핀 총리, 3위는 스탈린이 차지했다.
근대 100년 역사에서 존경받는 인물 1위에는 스탈린, 2위는 레닌, 3위는 푸틴대통령을 꼽았다.
역사학자 엘레나 얌폴스카이아는 스탈린이 러시아인의 3대 영웅의 하나로 꼽힌 것은 "민주주의의 이름하에 자행돼 온 자본가들의 독재와 물질만능주의에 따른 정신적 피폐에 대한 러시아인들의 불만과 회의를 여실히 보여준다"고 평가했다. 그에 의하면 "(러시아) 사람들은 스탈린을 생각하면서 피와 편집증, 잔혹함이 아니라 승리와 영광, 무사무욕, 민족의 존재이유를 떠올린다"고 지적했다. 스탈린은 러시아 등 구 독립국가연합의 젊은이들이 열광적으로 존경하는 인물의 하나이기도 하다. 젊은 세대들이 스탈린을 독일을 물리친 강력한 서기장으로 기억하고 있는 점도 스탈린이 영웅대접을 받는 이유다. 이에 대해 결론적으로 스탈린 이후 민주주의 정부는 국민들에게 만족감보다는 사회주의에 대한 향수가 계속되고 국민 영웅으로 여겨질 정도까지 불만을 가중시켜온 셈이라는 비판적 시각도 존재한다.
러시아인들의 스탈린에 대한 존경심은 2008년 8월 남오세티야 전쟁에서도 증명됐다. 러시아군이 스탈린의 고향인 조지아를 침략했을 때 다른 시설은 무수히 파괴됐지만 스탈린 박물관은 손상되지 않았다.

### 부정적 평가
스탈린은 지도와 사업에서의 집단성을 전혀 용납하지 않고 자신에게 반대하는 것뿐만 아니라 자신의 변덕과 독단을 기준으로 자기 방침에 반대하는 것처럼 보이는 모든 것에 대해 무지막지한 폭력을 행사했습니다. 그는 설득과 해명, 다른 사람들과의 세심한 작업 등을 통해서가 아니라, 자신의 방침을 강요하고 자신의 견해에 무조건 복종할 것을 요구하는 방식으로 행동했습니다. 이에 저항하거나 자신의 관점을, 자신이 옳음을 주장하려는 사람은 지도 집단에서 배제되고 도덕적 그리고 육체적 파멸이 뒤따르는 운명에 처해졌습니다.

스탈린은 인민의 적이라는 개념을 도입했습니다. 이 말은 논쟁 상대인 개인 또는 사람들의 사상적 잘못을 어떻게든 입증해야 할 필요성에서 단번에 벗어나게 해주었습니다. 이 말은 무언가 스탈린과 견해가 다르거나 단지 적대적 의도를 가졌다고 의심되는 모든 사람을, 그리고 단순히 중상모략을 받은 모든 사람을 혁명적 준법성의 모든 규범을 위반하면서 매우 잔혹하게 탄압할 수 있는 가능성을 제공했습니다. 사실 이런 인민의 적 개념은 현실적으로 중요한 여러 가지 문제에 관해서 어떤 사상 투쟁을 전개하거나 자기 견해를 표현할 수 있는 가능성을 이미 빼앗고 없애버렸습니다.

그 결과 혁명적 준법성은 경악스러울 정도로 파괴되었으며, 과거에 당의 노선을 지지했던 그 어떤 잘못도 전혀 저지르지 않은 많은 사람들이 고통을 당했습니다.— 니키타 흐루쇼프, 1956년 당내 연설 '개인숭배와 그 결과에 대하여(О культе личности и его последствиях)'에서

스탈린이 악한이라는 표지는 그가 마음대로 도덕을 전복시켰다는 점에 있습니다. 선이 악이 되었고, 악이 선으로 둔갑했습니다. 그는 인간의 존엄성과 행복이 모든 진보의 중심에 있다는 사실을 보지 못한 사람이였습니다.— 미하일 고르바초프

이오시프 스탈린은 동시대의 아돌프 히틀러와 함께 인류 역사상 최악의 독재자로서 자주 거론되며, 소련의 초강대국화 및 경제개발 등의 업적에도 불구하고 20세기 최악의 인물로서 반드시 언급될 정도로 집권 내내 잔혹하고 무자비한 정책을 펼쳤다. 산업화 과정에서는 대숙청, 카틴 학살, 홀로도모르 등의 대학살 및 인종 청소를 저질렀으며, 소련을 히틀러의 나치 독일와 비견되는 역사상 최악의 권위주의 국가로서 운영했던 데다가 그의 유산들이 인류의 절반 가량을 내전이나 전쟁 등 장기간의 고통 속에 빠트렸다는 점에서, 구소련권을 제외한 타국에서는 히틀러와 비견되는 사상 최악의 학살자이자 독재자라는 평이 압도적으로 우세하다. 전례없는 엄청난 성과에도 불구하고 업적을 널리 인정받기는 커녕 오히려 부정적인 평가가 대다수라는 점에서 이오시프 스탈린이 집권 기간 동안 얼마나 권위주의적이고 악랄한 통치를 실시했는지를 알 수 있다. 
스탈린은 생전에도 제4인터내셔널의 트로츠키주의자들과 다른 공산주의자들에게 그 관료주의적 성향으로 인해 "소련을 관료국가로 만들었다"면서 강도높게 비판받았으며, 사후에는 생전에 권력을 유지하기 위해 벌인 숙청들로 거세게 비판되었다.
제2차 세계 대전의 공범이라는 시각도 있다. 러시아의 언론 노바야 가제타는 지난달 스탈린의 손자로부터 피소됐다는 사실을 공표한 뒤 사설을 통해 "진실은 가끔 위험한 것"이라며 "무시한다고 책임에서 벗어날 수는 없다. 범죄를 숨기는 것은 공범이다. 스탈린은 2차대전 초기 히틀러가 저지른 범죄의 공범자였다"고 지적했다.

## 의혹과 논란

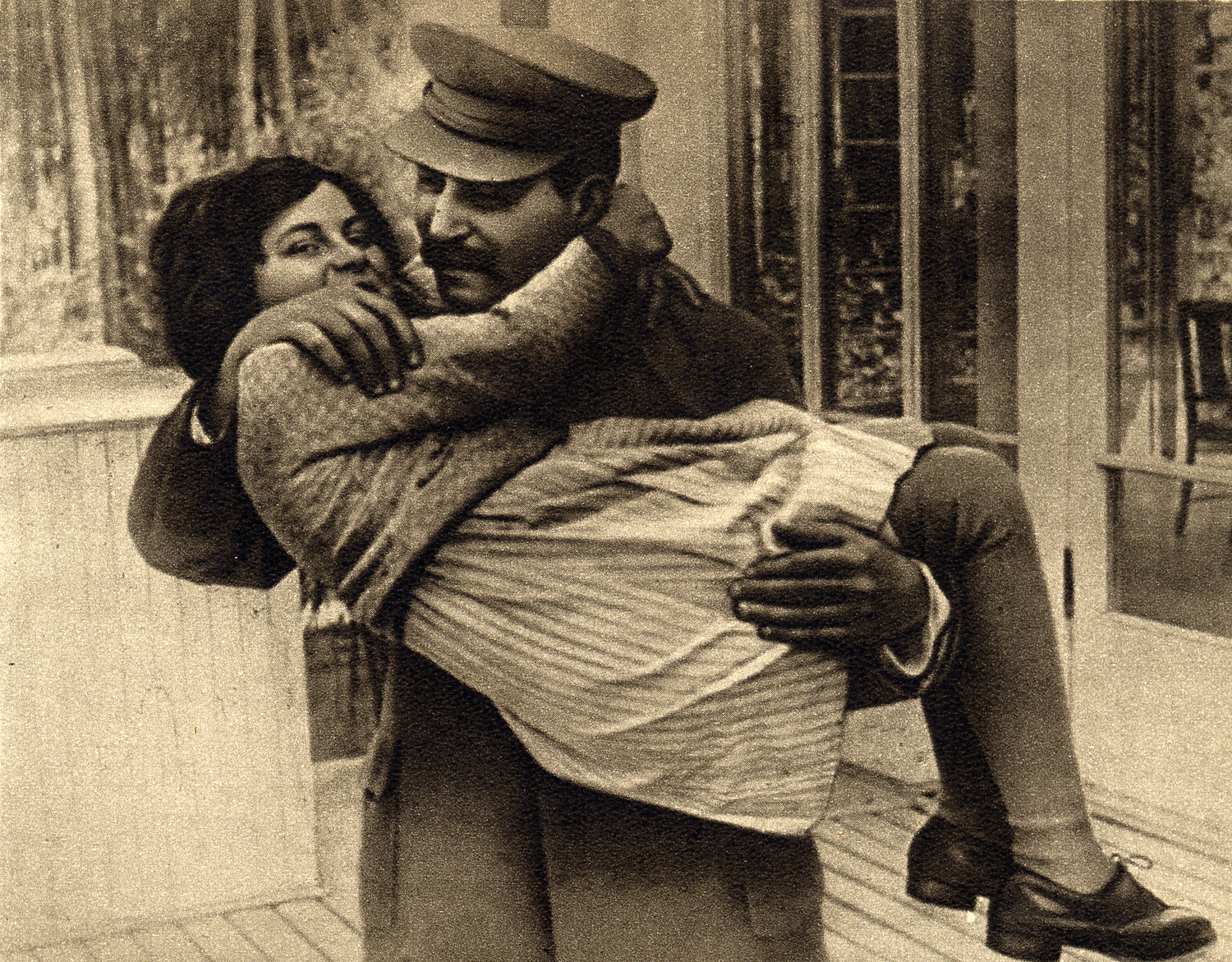
딸 스베틀라나와 함께

오늘날 이오시프 스탈린에 대해서는 여러가지 의혹과 논란들이 있다. 

### 개인 숭배 조장

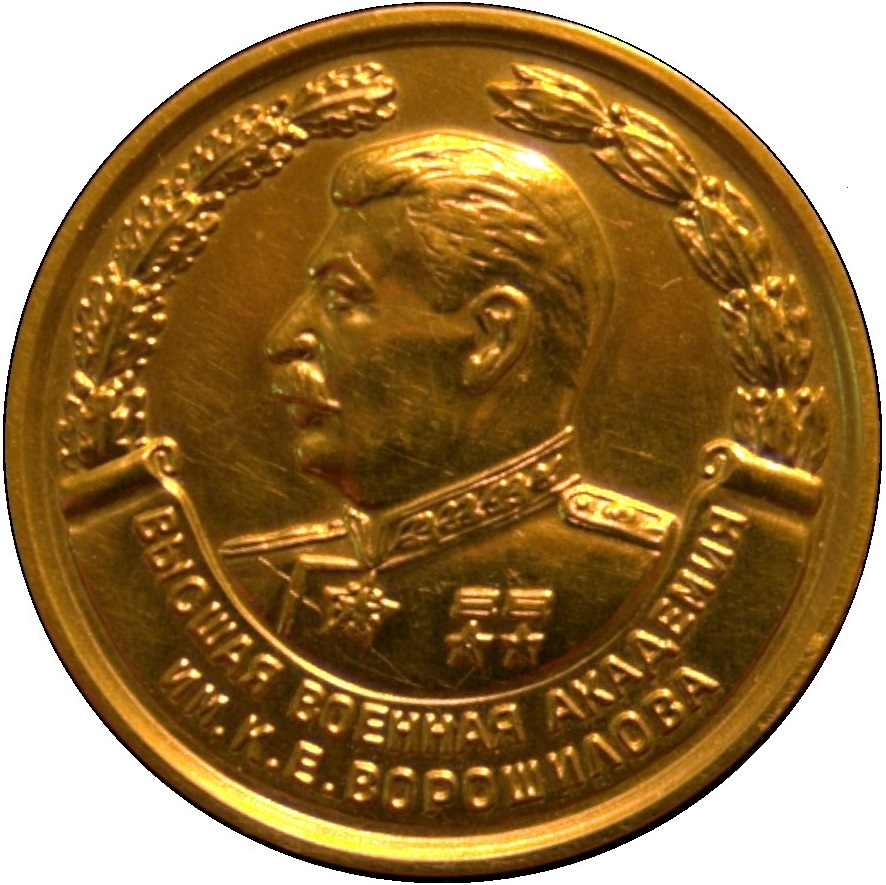
스탈린 메달

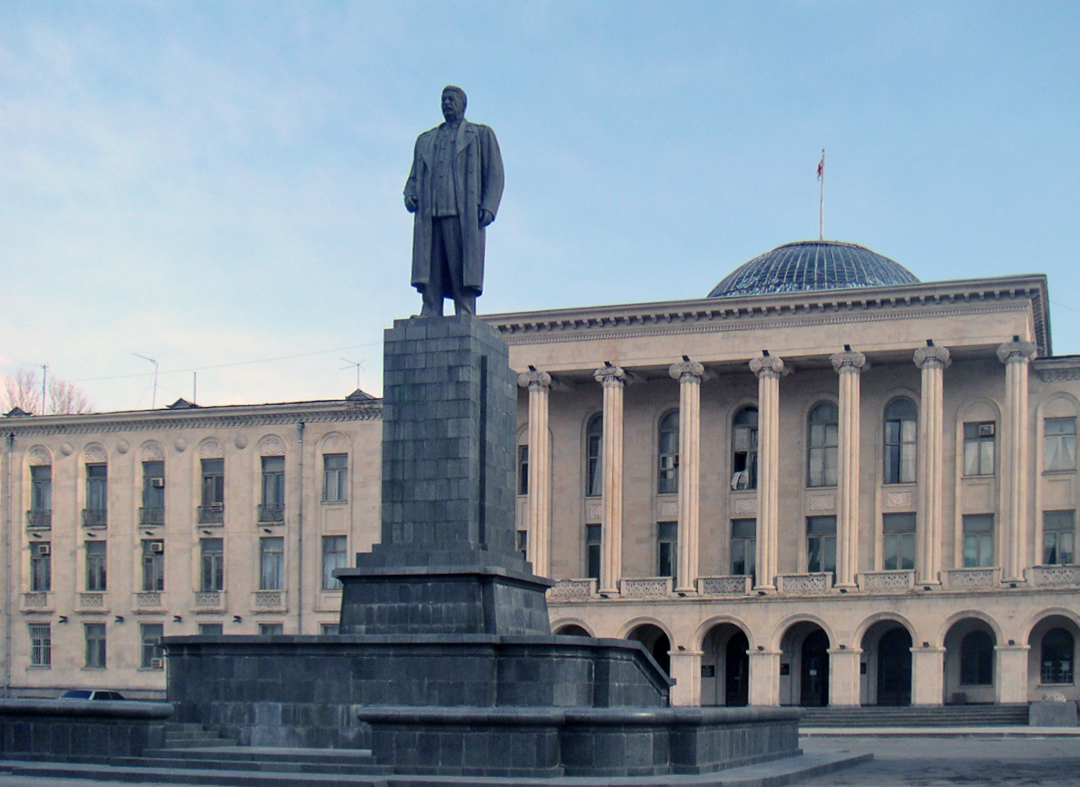

집권기간 중 스탈린은 우상화를 추진해 나갔다. 스스로 '만능의 천재', '빛나는 태양', '삶의 지주', '위대한 선생이며 친구'로서 찬양을 받았고, 러시아 정교회 부주교로부터 공공연히 '우리의 아버지'로 찬양받았다. 스탈린의 초상화나 동상이 소련 내 곳곳에 걸리거나 세워졌고, 스탈린 개인에 대한 숭배가 만연했다. 한편 스탈린 평화상을 제정하여 고위 정치인에게 수여하기도 했다.
각지에 세워진 스탈린의 동상과 휘호, 상징물은 니키타 흐루쇼프의 재임기간과 미하일 고르바초프의 재임기간 중 철거되었다.

### 러시아 정교회와의 관계
공산주의 체제 하에서는 모든 종교는 탄압의 대상이었지만, 1941년 독소전쟁이 발발하자 스탈린은 자신을 포함한 소련 인민들의 대다수가 비공식적으로 믿고 있던 정교회를 이용해, 민족주의를 불러 일으키기 위해 정교회를 부흥시켰다. 그리하여 정교회의 총주교가 크렘린을 방문하기도 했으며, 1925년 이래 선출되지 않았던 모스크바 총주교직이 스탈린의 제안으로 다시 선출되기도 하였다. 또한 스탈린의 명령으로 크리스마스나 부활절과 같은 교회력도 부활되었고, 혁명 후 폐쇄되었던 수많은 정교회 성당이나 수도원의 문이 다시 열렸다. 이 때문에 어떤 러시아 정교회는 스탈린을 정교회를 부활시킨 은혜로운 자로 생각하고 있다.
그리하여 최근에 정교회의 일부 성직자들에 의해 공산주의자였던 스탈린을 시성하려는 움직임이 있었지만, 종교를 부정하는 공산주의자를 인정할 수 없다는 반대파가 반발하고 있다.

### 강제이주
이오시프 스탈린은 자신에게 위협이 되는 세력을 제거하기 위해 강제이주를 시행했다. 강제이주 피해자들은 보여주기 재판에서 인민의 적이라는 혐의를 뒤집어쓰고 삶의 터전에서 쫒겨나야 했다.
강제 이주 대상자는 시대에 따라 달라졌는데 1920년대에는 쿨라크들이, 1930년대에는 국경 지대에 거주하는 소수민족들이 그 대상이었다. 스탈린 치하에서 발생한 소수민족 강제이주 사례는 고려인 강제이주 사건이었다.
강제이주는 제2차 세계 대전 전간기에도 계속 발생했으며, 1952년이 되어서야 종식되었다.

### 학살 논란
1940년에 발생한 폴란드 카틴 숲의 학살의 배후는 스탈린이 지시했지만, 스탈린을 영웅시하는 기류가 확산됨에 따라 학살에 스탈린은 연관이 없다는 견해가 러시아의 좌파계열 학자들로부터 제기되고 있었다. 2009년 러시아 언론 노바야 가제타는 스탈린이 학살을 지시했을 것이라는 내용의 보도를 내보냈다. 2009년 4월 스탈린의 손자 예브게니 주가슈빌리는 스탈린이 폴란드 장교 수천 명의 학살을 직접 지시했다는 노바야 가제타의 보도에 대해 스탈린에 대한 명예훼손으로 러시아 검찰에 고소, 기사 철회와 함께 천만 루블, 우리 돈으로 4억 원의 손해배상 청구 소송을 제기했다.

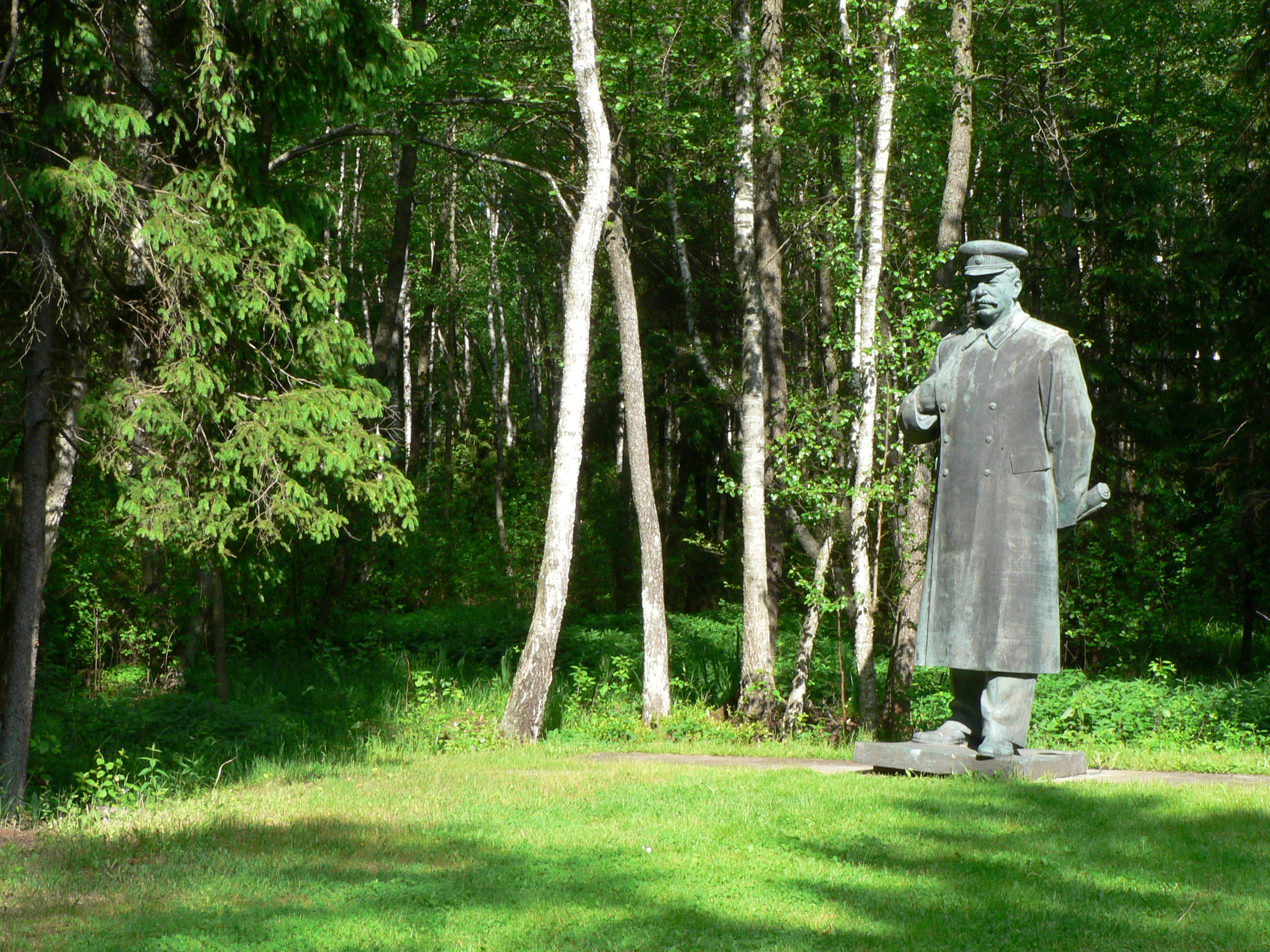
스탈린 동상

러시아의 우익 성향 언론 노바야 가제타는 2009년 4월 기밀해제된 서류 중에서 자료들을 발췌, 4월 22일 “최근 기밀해제된 서류에서 스탈린이 소련 자국민과 외국인 수천명에 대한 살생부에 서명한 것으로 확인됐다”며 스탈린이 민간인 처형을 직접 지시했다는 내용의 보도를 내보냈고, 스탈린의 개인 서명이 담긴 처형허가증을 발견해 기사화했다. 주가슈빌리의 변호인인 유리 무킨은 이날 법정에서 “스탈린은 많은 사람들에게 정직하고 공정한 지도자의 상징”이라고 말했다. 주가슈빌리 본인은 재판에 출석하지 않았다. 노바야 가제타 측 변호인인 젠리 레즈니크는 “스탈린이 수만 명의 사람을 죽인 것은 널리 인정된 사실”이라고 반박했다.
스탈린 명예훼손 재판은 러시아 및 구 소비에트 연방 국가에 화제를 불러 일으켰다. 법정은 관객들로 가득찼고, 법정 밖에는 스탈린의 지지하는 진보성향의 사람들 모여들었다 모스크바 법정 밖에서 스탈린 지지 집회를 벌이던 한 여성은 “스탈린 시대에 이 나라는 존경받았다”면서 “지금 우리는 가난뱅이지만 당시에는 다른 국가들의 두려움의 대상이었다”고 말했다. 러시아 내 우익성향 단체들은 이번 소송을 공산주의의 향수에 젖은 좌익들이 역사상 가장 잔혹한 독재자를 호의적으로 그려내려는 섬뜩한 시도라고 비판했다. 2008년의 구 소련 내 한 초등학교의 역사 교과서는 스탈린이 2차 세계대전에서 러시아의 승리를 이뤄냈다면서 그를 “유능한 지도자”라고 기술했다.
모스크바의 한 지하철 역에 스탈린의 업적을 기념하는 동판이 등장했다. BBC는 러시아가 소련 시절의 공포를 직시하지 못하고 있다고 지적했다. 러시아의 인권운동단체 '메모리얼'의 역사학자인 니키타 페트로프는 “스탈린의 손자가 소송을 제기한 이유는 스탈린에 대한 명예회복 시도”라며 “이는 과거를 (자기들에게 유리하게) 수정하겠다는 것”이라며 스탈린 명예훼손 소송을 부정적으로 평가하였다.
예브게니 주가슈빌리는 노바야 가제타의 보도에 대해 “이 문서 자체가 거짓”이라며 날조 의혹을 제기하였고, “스탈린은 직접적으로 누구에 대해서도 처형을 명령한 적이 없다”고 주장했다. 예브게니 주가슈빌리는 소송을 제기하였으나 2009년 10월 모스크바 법원은 스탈린의 폴란드 장교 학살설을 보도한 노바야 가제타의 무죄판결을 내렸고 예브게니 주가슈빌리는 패소하였다.

## 기타

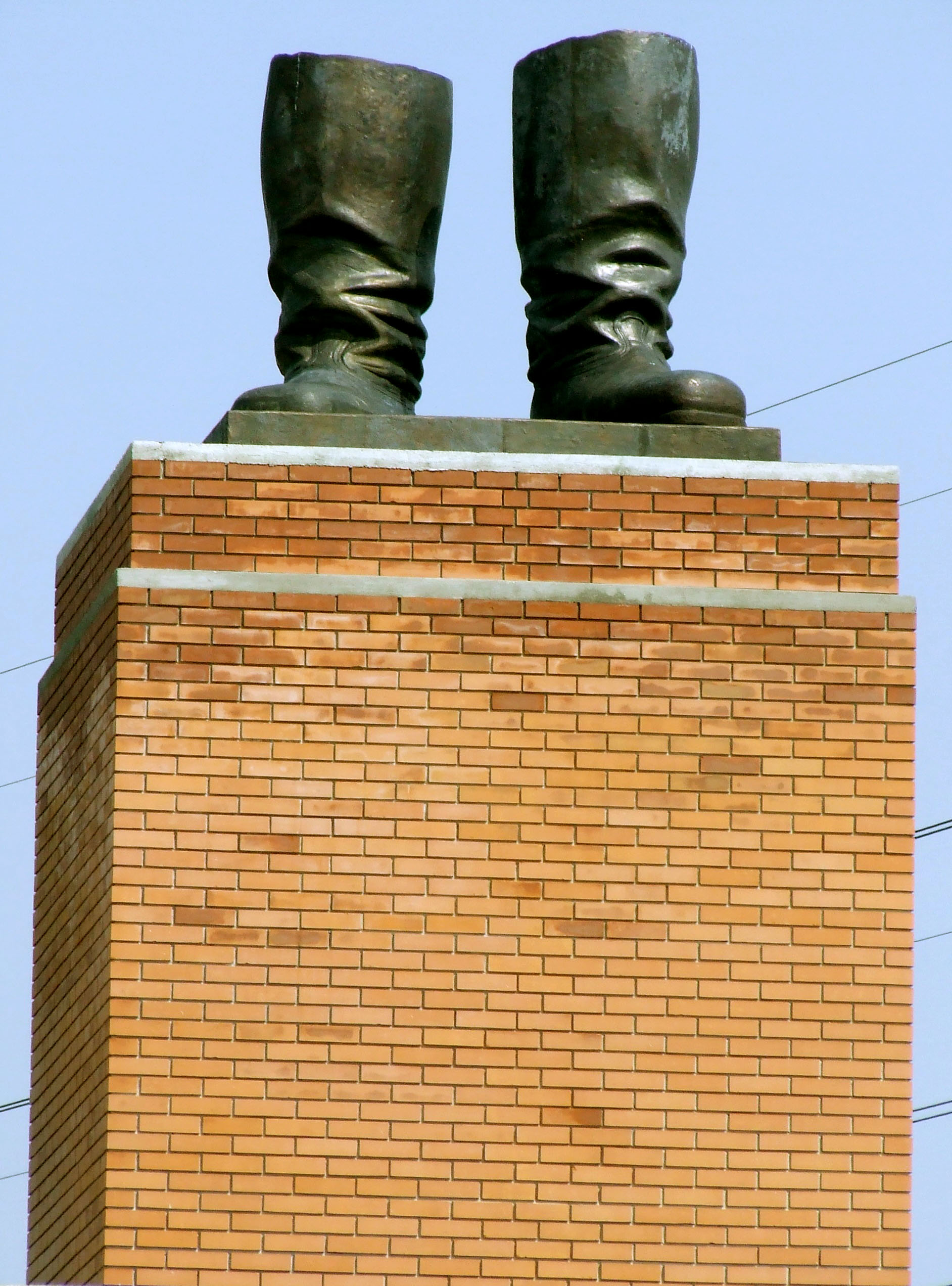
스탈린의 구두(동상)

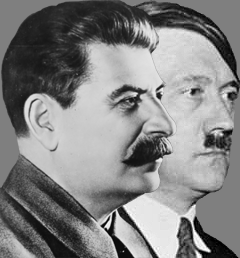
적대적 동지인 히틀러와 함께

1917년 12월에 창설된 체카(Cheka, 반혁명 태업단속 비상위원회)를 개조하여 특무기관인 국가보안위원회(KGB, Komitet Gosudarstvennoy Bezopasnosti)를 조직했다. 그는 국가보안위원회(KGB)를 특무기관이자 친위조직으로 활용했다.
고소 공포증이 있던 그는 비행기나 헬리콥터 탑승을 꺼렸다. 추락사고를 가장한 암살을 염려한 그는 고층 건물에 오르기도 꺼렸고, 장거리 여행도 주로 열차를 이용했다. 그의 총리 관저에는 비슷한 모양의 방을 3, 4개 이상 더 만들고, 내부에서 리모콘으로 작동하게 되는 자동문 시스템을 개발하기도 했다.
업무 평가에 있어서 그는 치밀하고 꼼꼼하여 그는 수많은 인민위원회 위원들과 장관들로부터 수많은 서류를 일일이 직접 보고받았다. 각부 장관들로부터 직접 보고를 받고 결재하고 계산하며 업무를 추진했다. 작고 왜소하고 약한 체구에도 과중한 격무를 무난히 소화하였으며 새벽 3시~4시까지 정무를 보고도, 아침에 일찍 일어나 정무를 주관했다.
일설에는 그가 오전 10시~11시 무렵에 늦게 일어났다는 주장도 있다.
스탈린은 독서를 좋아하여 업무가 없는 때는 독서로 소일했다. 마르크스, 엥겔스, 헤겔 등의 유물론과 자본론, 변증법은 물론 찰스 다윈과 헉슬리의 적자 생존론, 마키아벨리의 군주론 등의 내용을 거의 대부분 이해, 암기하고 있었고, 베른슈타인을 개량주의 타협론이라 비판하였다. 제2차 세계대전 당시 소련 붉은 군대의 중전차 IS-2호는 그의 이름을 따서 스탈린 호라고 지어졌다.

## 사생활

### 성격
스탈린은 성격이 치밀하여 꼼꼼하고 메모하기를 좋아하였으며 기억력이 비상하였다. 그러나 그의 부정적인 인격은 자아도취에 빠졌고 무자비한 면모를 보였다. 1945년 5월 7일 독소 전쟁에서 최종 승리를 거둔 뒤에 스탈린 우상화가 만연하였고, 공공기관이나 광장, 거리 등에 그를 찬양하는 기념물과 작품이 조성되었다. 1949년에는 그가 베를린을 정벌한 뒤 세계 시민의 환호를 받으며 비행기로 베를린에 도착하는 영화가 상영되기도 했다. 그는 어린이의 사진을 유난히 좋아하였고, 딸 스베틀라나는 이를 기록에 남기기도 했다.

### 알코올 중독 의혹
어떤 역사학자들은 그가 수많은 사람들을 암살시킨 정신질환적 증세의 배후에는 그가 가진 알코올 중독증이었다라고 주장한다. 그 근거로 스탈린은 음주 연회를 자주 열어 병나발을 불 정도로 애주가였다고 한다.

## 이오시프 스탈린의 건강

### 스탈린의 지병
이오시프 스탈린은 선천적으로 약한 몸임에도 과음하는 주당이요, 담배를 달고 사는 지독한 골초였다. 이로 인해 말년에는 고질병인 뇌질환과 고혈압 그리고 심장병으로 고생하다가 숨을 거두었다. 폐쇄적이고 고지식한 성격을 가진 스탈린은 결국 1952년에서야 의사들의 조언을 받아드려 금연을 하고 한증막 방문도 포기했다.
그와 별개로 스탈린은 일중독자로서 20시간 정도를 업무를 보고 4시간을 취침하는 악습관이 있었다. 이에 대해 스탈린의 주치의이자 심장외과의사인 블라디미르 니키티치 비노그라도프는 자신의 돌보고 업무량을 줄이라고 권고했으나 스탈린의 조급하고, 편집증적이며, 감정기복이 극심한 성격 때문에 되려 오해를 사 큰 고초를 겪기도 했다.

### 스탈린의 정신건강
스탈린 사후 정신과 의사들과 심리학자 그리고 일부 정치학자들은 그가 정신병을 앓았다는 근거 자료를 수차례 공개하거나 소련 당국에 알렸다.
이들은 입을 모아서 스탈린이 편집증, 극심한 열등감, 우울증, 과대망상, 반사회적 인격장애등 다양한 정신병이 있었다고 주장했다.
그러나 이 일련의 주장들은 1991년 소비에트 연방 해체 이후 지금까지 다양한 찬양반론과 논쟁에 휩사이며, 스탈린의 정신이상설에 대한 진위여부는 아직 확실하지 않은 상황이다.

## 문화에 나타난 스탈린
생전의 스탈린은 인류의 구세주시자 영웅으로 묘사됐는데 사후에는 의심 많고 잔인한 독재자로서 많이 표현된다. 소련 후기에 쓰인 소설에서 스탈린은 대부분 부정적으로 묘사된다.(예: 알렉산드르 솔제니친의 이반 데니소비치의 하루 등) 스탈린의 사망 이후 그는 독재자, 특히 공산주의 독재자로서 묘사되었고 소련을 다루는 많은 소설에서 그려졌다. 1949년에 발표된, 그의 독소전쟁 승리를 다룬 선전영화 〈베를린 함락〉(Падение Берлина)에서 그는 베를린을 함락하고서 비행기로 베를린에 도착해 프랑스, 중국, 영국, 미국 등 전세계 인민들에게 환영받는다는 결말로 끄난다.
2009년 스탈린이 인민군 특수부대를 구성하여 화성에서 온 외계인을 대적한다는 게임 〈스탈린 대 화성인〉(Stalin VS martians)이 출시되기도 했다. 그 밖에 게임 〈커맨드 앤 컨커〉(Command & Conquer)에도 등장한다.

## 가계
그의 아들 중 소련군 대위로 복무하던 야코프 주가시빌리가 독일군에 붙잡혔고, 독일은 스탈린그라드에서 포로로 잡힌 프리드리히 파울루스 원수와 포로교환을 추진했으나, 스탈린은 "많은 아들들이 포로수용소에서 생을 마감해야 했지만 그들을 살리기 위해 파울루스와 포로교환을 추진하야 한다는 주장은 없었다. 그들이 야코프보다 못난 점이 무엇인가?"며 요구를 거절하였다고 한다. 할아버지: 바노 주가슈빌리(Vano Djughashvili)
- 아버지: 이오시프 비사리오니스제 주가슈빌리(Joseph Besarion Vanovis Jughashvili, 1850년 - 1909년 8월 25일)
- 외조부: 기리히 겔라제(Glakh Geladze)
- 외조모: 멜라니아(Melania)
- 어머니: 케테반 겔라제(Ketevan Geladze, 1858년 2월 5일 ~ 1937년 6월 4일)
  - 형: 미하일 주가슈빌리(1876년 ~ ?)
  - 형: 게오르규 주가슈빌리(1877년 ~ ?)
- 에카테리나 스바니제(Ekaterina Svanidze, 1885년 ~ 1907년)
  - 아들: 야코프 주가시빌리 스탈린(1907년 ~ 1943년, 전사)
    - 손자: 예브게니 주가슈빌리 스탈린[32](1936년 ~ 2016년)
- 나데즈다 알릴루예바(Nadezhda Alliluyeva, 1901년] ~ 1932년)
  - 아들: 바실리 스탈린(1921년 ~ 1962년)
  - 딸: 스베틀라나 알릴루예바[41](Svetlana Iosifovna Alliluyeva 혹은 Svetlana stalina, 1926년 2월 28일 ~ 2011년 11월 22일, 1967년 3월 미국으로 망명)
  - 사위: 모로조프(1945년 이혼[42])
  - 사위: 유리 주다노프, 안드레이 주다노프의 아들[43]

## 서훈
|}

## 같이 보기
- 소비에트 연방 공산당
- 공산주의
- 소련
- 블라디미르 레닌
- 독소 불가침 조약
- 아돌프 히틀러

### 설명문
1. ↑  '스탈(сталь)'이라는 명사는 러시아어로 '강철'을 뜻하며, 여기에다가 소유접미사를 덧붙인 성씨 형태가 스탈린이므로 '강철의 사나이' 혹은 '강철 사나이' 등의 번역이 적절하다. 한편 이에 착안하여 '강철의 대원수'라는 별명도 생겼다.
2. ↑  그의 주변인들, 특히 블라디미르 레닌이나 니콜라이 부하린 같은 볼셰비키들은 자주 이 별명을 부르곤 하였다.
3. ↑  아이러니하게도 나오미 울프는 스탈린이 히틀러를 연구했다고 하였다.[31]

### 인용문
1. ↑  서기장 직책은 소련 공산당 제19차 대회에서 폐지되었다.
2. 1 2 3 4 5 6 7 8 9 10  독재자 스탈린도 사랑에 울었다 동아일보 2007-05-07
3. ↑  “보관된 사본”. 2015년 9월 24일에 원본 문서에서 보존된 문서. 2014년 1월 18일에 확인함.
4. ↑  “보관된 사본”. 2015년 9월 24일에 원본 문서에서 보존된 문서. 2014년 1월 18일에 확인함.
5. 1 2 3 4 5 6 7 8 9 10 11 12 13 14 15 16 17 18 19 20  다음 백과사전
6. ↑  그가 집권한 뒤 기록을 말소시켰을 가능성도 존재한다.
7. ↑  Montefiore, Simon Sebag (2008년 10월 14일). 《Young Stalin》 (영어) Reprint판. Vintage. ISBN 978-1-4000-9613-8.
8. 1 2 3 4 5 6  찰스 필립스 외, 20세기에 우리에겐 무슨 일이 있었나? (홍정민 역, 출판사 좋은책만들기, 2000) 190쪽
9. ↑  율리우스력으로는 3월 12일
10. ↑  ‘실패한 혁명가’를 읽는다 :: 네이버 뉴스
11. ↑  이는 후에 중화인민공화국의 마오쩌둥에게 영향을 미쳤다. 이승만은 1958년에 추진된 경제개발 3개년 계획이 스탈린이 추진한 경제개발 계획과 유사하다며 거부하였으나, 미국의 원조가 끊기면서 식량과 경제사정이 악화되자 어쩔 수 없이 경제개발계획을 수용했다.
12. 1 2 3  스탈린이 죽인 <레이디 맥베스>, 한국에 오다 - 오마이뉴스
13. 1 2 3 4 5 6 7 8 9 10  코나스넷
14. ↑  러시아 혁명 1917-1938 p.295
15. ↑  <해외화제> 혁명가 트로츠키 암살도구 처분 논란 연합뉴스 2005년 7월 12일자
16. 1 2 3  이훈범의 시시각각-북한의 기적 중앙일보 2009.08.11
17. ↑  독소전쟁사 p.105~106을 참조
18. ↑  “러시아 ‘한국전쟁 관련 외교문서’<1>”. 한겨레신문. 1994년 7월 21일. 5면.
19. ↑  김영호, 《한국전쟁의 기원과 전개과정》(성신여자대학교출판부, 2006) 138쪽.
20. ↑  “Kbs News”. 2018년 3월 8일에 원본 문서에서 보존된 문서. 2010년 6월 24일에 확인함.
21. 1 2 3  “러시아 ‘한국전쟁 관련 외교문서’<2>”. 한겨레신문. 1994년 7월 22일. 5면. 2022년 2월 1일에 원본 문서에서 보존된 문서. 2022년 2월 1일에 확인함.
22. ↑  “러시아 ‘한국전쟁 관련 외교문서’<3>”. 한겨레신문. 1994년 7월 23일. 5면.
23. ↑  “Kbs News”. 2018년 3월 8일에 원본 문서에서 보존된 문서. 2010년 6월 24일에 확인함.
24. ↑  Kathryn Weathersby, “New Findings on the Korean War” 보관됨 2017-04-22 - 웨이백 머신 Cold War International History Project Bulletin, 3 (Fall 1993), p.14 : This was Kim Il Sung’s war; he gained Stalin’s reluctant approval only after persistent appeals (48 telegrams!).
25. ↑  북한 정권 탄생의 진실(시모토마이 노부오 저, 이혁재 역, 기파랑, 2006) 32페이지
26. ↑  Why Russia Still Loves Stalin - washingtonpost.com
27. ↑  스탈린 닮아서 행복한 사나이 조선일보 2008.10.02자
28. 1 2 3 4 5 6 7 8 9  스탈린 러시아인들의 영원한 우상[깨진 링크(과거 내용 찾기)] 내일신문 2009-01-14일자
29. ↑  Communism Fails: 70% of Russians have a positive opinion on Joseph Stalin
30. 1 2 3 4 5 6 7  “스탈린시대 러시아는 존중받았다” 경향신문
31. ↑  (http://www.pressian.com/article/article.asp?article_num=60081221154355 프레시안)
32. 1 2  (https://news.naver.com/main/read.nhn?mode=LSD&mid=sec&sid1=104&oid=001&aid=0002916179 스탈린 손자, 조부 명예훼손 소송 패소) 2009-10-14
33. ↑  [깨진 링크(과거 내용 찾기)]
34. ↑  
'성자(聖者)'가 된 독재자 스탈린?
35. ↑  https://web.archive.org/web/20071212050201/http://kamunikat.fontel.net/www/knizki/historia/reabilitacyja/03.htm
36. ↑  https://web.archive.org/web/20071212050201/http://kamunikat.fontel.net/www/knizki/historia/reabilitacyja/03.htm
37. 1 2 3 4  (http://www.ytn.co.kr/_ln/0104_200910141115273355 24 HOUR NEWS CHANNEL ::::: YTN(와이티엔))
38. 1 2  (http://www.segye.com/Articles/NEWS/INTERNATIONAL/Article.asp?aid=20091009001557&subctg1=&subctg2= 스탈린 손자 “할아버지는 처형 명령 내린 적 없다” - 세상을 보는 눈, 글로벌 미디어 - 세계일보)
39. ↑  “Jozef Stalin, paranoid dictator, mass murderer but a great drinker” (영어). 2014년 3월 18일. 2020년 7월 23일에 확인함.
40. ↑  Montefiore 2003, 454쪽
41. ↑  스베틀라나 이오시포브나 알릴루예바
42. ↑  유대인으로 스베틀라나의 첫 남편, 외손자가 태어났으나 스탈린은 끝까지 그와 외손자를 미워했고 인정하지 않았다.
43. ↑  스베틀라나는 스탈린의 뜻에 의해 안드레이 주다노프의 아들 유리와 재혼했으나, 이들은 원만하지 못했고, 1953년 스탈린 사망 이후 이혼했다.

## 저서
- 《스탈린선집 (1905-1931)》
- 《레닌주의의 기초 레닌주의의 제문제》

## 관련 서적
- Montefiore, Simon Sebag (2003), 《Stalin: The Court of the Red Tsar》, London: Phoenix, ISBN 978-0-7538-1766-7

- 이오시프 스탈린, 《스탈린선집 (1905-1931)》(J.V.스탈린, 전진, 1990)
- 이오시프 스탈린, 《레닌주의의 기초 레닌주의의 제문제(두레문고 4)》(스탈린, 윤시인 역, 두레, 1990)
- 스베틀라나 알릴루예바, 《나의 아버지 스탈린-위대한 생애(위대한 생애)》(스베틀라나, 민병산 역, 일신서적출판사, 1993) : 딸 스베틀라나가 쓴 일대기
- 스베틀라나 알릴루예바, 《스탈린의 딸-스베틀라나의 고백》(스베틀라나, 정연권 역, 대문출판사, 1966)
- 존 루카치, 《히틀러와 스탈린의 선택 1941년 6월》(존 루카치, 이종인 역, 책과함께, 2006)
- 리처드 오버리, 《스탈린과 히틀러의 전쟁(RUSSIA'S WAR)》(리처드 오버리, 류한수 역, 지식의풍경, 2003)
- 로버트 서비스, 《스탈린 강철 권력-문제적 인간(문제적 인간)》(로버트 서비스, 윤길순 역, 교양인, 2007)[1]
- E. H. 카, 《나폴레옹에서 스탈린까지》(E. H. 카, 최영보 역, 고려대학교출판부, 1991)
- 로버트 대니엘스, 《스탈린 혁명》(로버트 대니엘스, 석영중 역, 신서원, 1997)
- 헤다 가자, 《인물로 읽는 세계사 2:스탈린》(헤다 가자, 김기연 역, 대현출판사, 1993)
- 사이먼 시백 몬티피오리, 《젊은 스탈린》(사이먼 시백 몬티피오리, 김병화 역, 시공사, 2015)
- 올레그 흘레브뉴크, 《스탈린 독재자의 새로운 얼굴》(올레그 흘레브뉴크, 유나영 역, 류한수 감수, 삼인, 2017)